# Cluj-Napoca
Cluj-Napoca (pronúncia em romeno: AFI: /'kluʒ na'poka/ [ouvir]ⓘ; em alemão: Klausenburg, aportuguesado para Clausemburgo; em húngaro: Kolozsvár; em latim: Napoca, Castrum Clus ou Claudiopolis;  em iídiche: קלויזנבורג; romaniz.: Kloiznburg), até 1974 Cluj, nome ainda usado atualmente, é a terceira maior cidade da Romênia, capital do județ (distrito) de Cluj, no noroeste da Transilvânia. Geograficamente, está situada a uma distância igual das três principais capitais nacionais da região, Bucareste (498 km), Budapeste (354 km), e Belgrado (327 km). A cidade se localiza no vale do rio Someșul Mic e também é a capital da província histórica da Transilvânia.
A cidade se estende a partir da Igreja de São Miguel, na Piața Unirii ("Praça União"), construída no século XIV e que recebeu o nome de São Miguel Arcanjo, padroeiro da cidade. O município tem 179,5 km² de área e segundo o censo de 2011 tinha 324 576 habitantes. Em 2016 estimava-se que tivesse 321 687 habitantes. A  área metropolitana da cidade tem 1 537,54 km² e em 2015 tinha 379 733 habitantes. Uma análise realizada por uma agência imobiliária romena em 2007 indicou que, devido ao desenvolvimento da infraestrutura, comunas como Feleacu, Mărtinești, Jucu e Baciu ou a aldeia de Mărtinești eventualmente se tornarão bairros da cidade, o que ampliará ainda mais a sua área.
Hoje em dia a cidade é um dos principais centros acadêmicos, culturais, industriais e comerciais da Romênia. Entre outras instituições, ela hospeda a maior universidade do país, a Universidade Babeș-Bolyai, com o seu famoso jardim botânico; instituições culturais de renome nacional, assim como o maior banco privado romeno. Em 2008, de acordo com a revista americana InformationWeek, Cluj-Napoca estava se tornando rapidamente o "tecnopolo" da Romênia.

## Etimologia

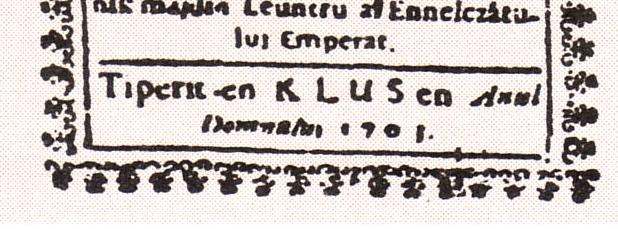
Inscrição em romeno de livro religioso: "Tiperit en Klus en Anul Domnului 1703" ("Impresso em Klus AD 1703")

A primeira menção escrita do nome — como um Distrito Real — foi data de 1213, sob o nome latino Castrum Clus. No entanto, apesar do fato de Clus, como nome do condado, ter sido registrado anteriormente, no documento Thomas comes Clusiensis, de 1173, acredita-se que o nome do condado venha do nome do castrum - que poderia ter existido já antes de sua primeira menção, em 1213 - e não vice-versa. Quanto ao nome do campo, já há um certo consenso de que é uma derivação do termo latino clausa – clusa, com o significado de "lugar fechado", "estreito", "ravina". Significados similares são atribuídos ao termo eslavo kluč e ao alemão Klause – Kluse ("desfiladeiro"). Uma hipótese alternativa relaciona o nome da cidade ao seu primeiro magistrado, Miklus – Miklós / Kolos.
A forma em húngaro do nome da cidade, registrado pela primeira vez em 1246, como Kulusuar, passou por diversas mudanças fonéticas ao longo dos anos (uar/vár significa "castelo" em húngaro); a variante Koloswar apareceu pela primeira vez num documento de 1332. O nome saxão da cidade, Clusenburg/Clusenbvrg, apareceu em 1348, e em 1408 a forma Clausenburg foi usada. O nome romeno da cidade costumava ser grafado de maneira alternada, tanto como Cluj como Cluș – esta última tendo sido utilizada por Mihai Eminescu em sua obra Poesis. O nome da cidade foi mudado oficialmente para Cluj-Napoca em 1974 pelas autoridades comunistas romenas. Entre as possíveis etimologias de Napoca ou Napuca estariam o nome de algumas tribos dácias, como os Naparis ou Napaei, o termo grego napos (νάπος), que significa "vale arborizado", ou ainda da raiz indo-europeia *snā-p- (Pokorny 971-2), "fluir", "nadar", "molhar". Independentemente destas hipóteses, os acadêmicos concordam que o nome do assentamento é anterior à conquista romana, ocorrida no ano de 106.
Em eslovaco a cidade é conhecida como Kluž. Em iídiche é conhecida como קלאזין (Klazin) ou קלויזענבורג (Kloyznburg).

## História

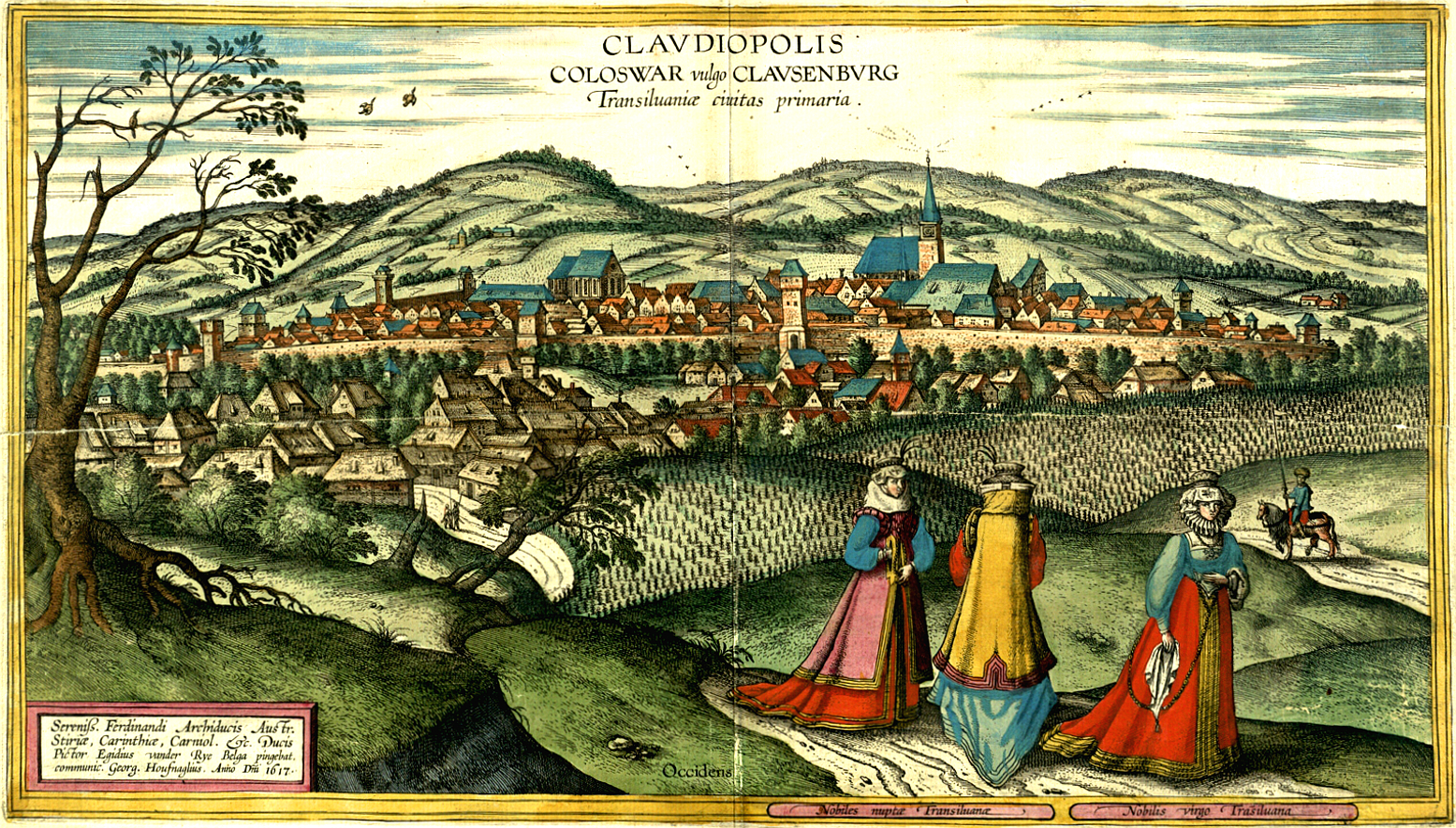
„Clavdiopolis, Coloswar vulgo Clavsenbvrg, Transiluaniæ ciuitas primaria". Gravura da Cluj medieval, de Georg Houfnagel (1617)

O Império Romano conquistou a região da Dácia em 101 e 106, durante o reinado do imperador Trajano, e Napoca, o povoado romano fundado pouco depois, foi registrado num marco miliário descoberto em 1758 nas vizinhanças da cidade. O sucessor de Trajano, Adriano, garantiu a Napoca o estatuto de município, e deu-a o nome de Município Élio Adriano Napocense (em latim: municipium Aelium Hadrianum Napocenses). Mais tarde, no século II, a cidade ganhou o estatuto de colônia, e passou a se chamar Colônia Aurélia Napoca (em latim: Colonia Aurelia Napoca. Napoca tornou-se a capital da província da Dácia Porolissense, e passou a ser a sede do procurador romano. A colônia foi abandonada em 274 pelos romanos, e não existem mais referências a quaisquer assentamentos urbanos na região por boa parte do milênio seguinte.
No início da Idade Média, dois grupos de edifícios existiam no local ocupado pela cidade hoje em dia: a fortaleza de madeira em Cluj-Mănăștur (Kolozsmonostor), e o povoado civil que se desenvolveu em torno da atual Piața Muzeului ("Praça do Museu"), no centro da cidade. Embora a data precisa da conquista da Transilvânia pelos magiares não seja conhecida, os primeiros artefatos deste povo encontrados na região datam da primeira metade do século X. De qualquer maneira, depois deste período, a cidade passou a fazer parte do Reino da Hungria. O rei Estevão I fez da cidade a sede do condado-castelo de Kolosz, e o rei-santo Ladislau fundou a abadia de Cluj-Mănăștur (Kolozsmonostor), destruída durante as invasões tártaras de 1241 e 1285. Um castelo e uma aldeia foram construídos a noroeste da antiga Napoca no fim do século XII; esta nova vila foi colonizada por numerosos grupos de saxões transilvanos, encorajados a fazê-lo durante o reinado do príncipe-herdeiro Estevão, Duque da Transilvânia. As primeiras menções confiáveis ao povoado datam de 1275, num documento do rei Ladislau IV, quando a vila (Villa Kulusvar) foi doada ao Bispo da Transilvânia. Em 19 de agosto de 1316, já durante o reinado de Carlos I da Hungria, Cluj recebeu o status de cidade (em latim: civitas), como recompensa pela contribuição dos saxões à derrota do voivode rebelde da Transilvânia, László Kán.

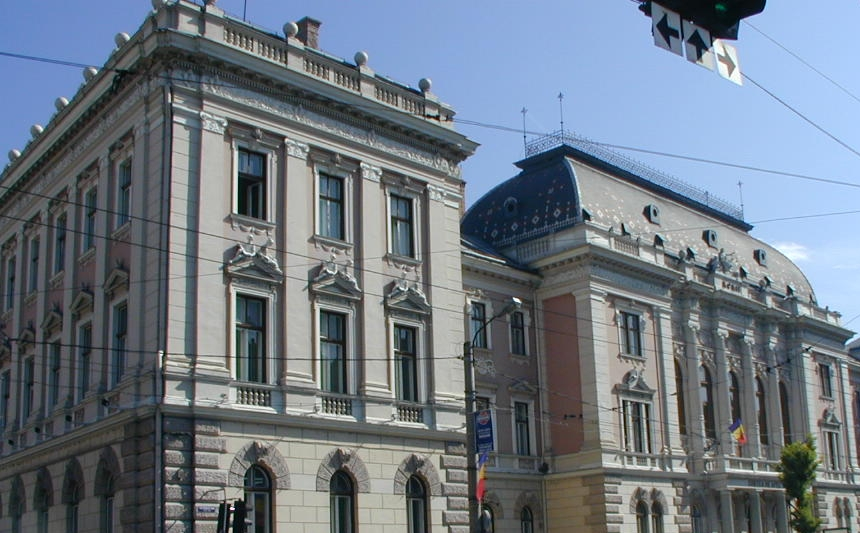

Muitas corporações de ofício foram estabelecidas na cidade, na segunda metade do século XIII, e um substrato burguês, baseado no comércio e na produção de artefatos retirou a liderança da cidade das mãos da elite mais antiga, proprietária de terras. Através dos privilégios concedidos por imperador do Sacro Império Romano-Germânico, Sigismundo de Luxemburgo, em 1405, a cidade optou por ficar fora da jurisdição dos voivodes, vice-voivodes e juízes reais, obtendo o direito de eleger um júri de doze membros todo ano. Em 1488 o rei Matias Corvino (nascido em Klausenburg, em 1440) ordenou que o centunvirato—o conselho da cidade, que consistia de cem homens—tivesse uma de suas metades composta por homines bone conditiones ("homens de boas condições", os ricos), e a outra composta por artesãos e comerciantes; juntos, elegeriam o presidente do júri e o próprio júri. Enquanto isso, um acordo foi assinado que estabeleceu que metade dos representantes do conselho da cidade deveriam ser escolhidos entre os húngaros, metade da população saxã, enquanto os cargos judiciais seriam ocupados em sistema de rodízio. Em 1541, Klausenburg se tornou parte do Principado da Transilvânia, que conquistou a independência depois que os turcos otomanos ocuparam a parte central do Reino da Hungria; seguiu-se um período de relativo florescimento econômico e cultural. Embora Alba Iulia tenha servido como capital política para os príncipes da Transilvânia, Klausenburg pode gozar de muito da atenção destes, que estabeleceram ligações entre a cidade e os principais centros da Europa Oriental na época, como Košice, Cracóvia, Praga e Viena.
Em termos de religião, as ideias reformistas apareceram pela primeira vez no meio do século XVI. Durante o serviço de Gáspár Heltai como pregador, a tendência ao luteranismo cresceu em importância, assim como a doutrina suíça do calvinismo. Em 1571 a Dieta de Turda adotou uma religião mais radical, o unitarianismo de Ferenc Dávid, caracterizado pela interpretação livre da Bíblia e pela negação do dogma da Trindade. Estevão Báthory fundou uma academia jesuíta em Klausenburg, para promover o movimento anti-Reforma, sem obter, no entanto, muito sucesso. Por um ano, entre 1600 e 1601, Cluj se tornou parte da união pessoal de Miguel, o Valente. Com o Tratado de Karlowitz, em 1699, Klausenburg passou a fazer parte da Monarquia de Habsburgo.

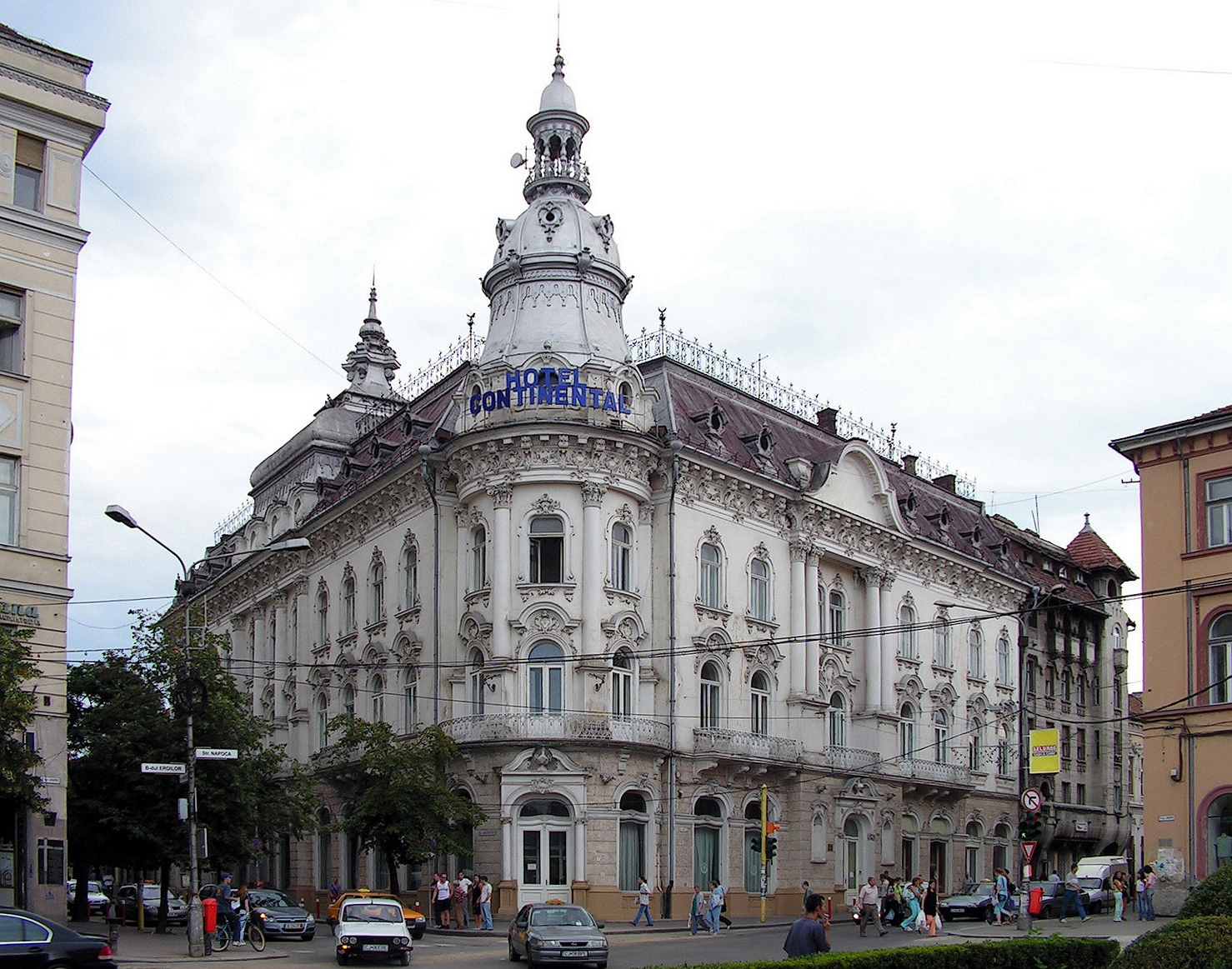
Palácio de Nova Iorque

No século XVII Cluj sofreu com grandes calamidades, sofrendo com a praga e com incêndios devastadores. O fim do século trouxe o fim da ocupação turca, porém viu a cidade ser esvaziada de muito de sua riqueza, de sua liberdade municipal, de sua posição central em termos de cultura, de sua significância política e até mesmo de sua população. Gradualmente ela reconquistou a sua posição importante dentro da Transilvânia como quartel-general do Gubernium e das Dietas entre 1719 e 1732, e depois de 1790 até a revolução de 1848, quando o Gubernium foi movido para Hermannstadt. Em 1791 um grupo de intelectuais romenos organizou uma petição, conhecida como Supplex Libellus Valachorum, que foi enviada para o imperador, em Viena; a petição exigia a igualdade da nação romena na Transilvânia, com relação às outras nações governadas pelo Unio Trium Nationum, porém acabou sendo rejeitada pela Dieta de Cluj.
A partir de 1830 a cidade se tornou o centro do movimento nacional húngaro dentro do principado. Este movimento teve como consequência a Revolução Húngara de 1848, que explodiu num confronto militar em que os austríacos ganharam o controle da Transilvânia, aprisionando os húngaros entre dois flancos. O exército húngaro, no entanto, comandado pelo general polonês Józef Bem, lançou uma ofensiva que recapturou Klausenburg no Natal daquele ano. Após as revoluções de 1848 um regime absolutista foi estabelecido, sucedido por um regime liberal, em 1860. Foi neste período que a igualdade de direitos foi concedida aos romenos, ainda que apenas brevemente, já que em 1865 a Dieta de Cluj aboliu as leis votadas em Sibiu, e proclamou a Lei de 1848, garantindo a união da Transilvânia com a Hungria. Antes de 1918, as únicas instituições de ensino que lecionavam em romeno na cidade eram duas escolas elementares geridas pela igreja. Os primeiros periódicos no idioma apareceram em 1903.
Depois do Compromisso Austro-Húngaro de 1867, Klausenburg e toda a Transilvânia estavam novamente integrados ao Reino da Hungria. Durante este período, Kolozsvár esteve entre as maiores e mais importantes cidades do reino, e foi a capital do condado de Kolozs. A situação dos romenos na Transilvânia, no entanto, ainda era ruim, devido à opressão e perseguição que sofriam. Esta situação encontrou expressão no Memorando Transilvano, uma petição enviada em 1892 pelos líderes políticos dos romenos transilvanos ao imperador austríaco, Franz Joseph. A petição pedia por igualdade de direitos com os húngaros, e exigia um fim às perseguições e tentativas de magiarização. O imperador repassou o memorando para Budapeste, e seus autores, entre eles Ioan Rațiu e Iuliu Coroianu, foram julgados e condenados a longas sentenças de prisão por "alta traição", em Kolozsvár/Cluj, em maio de 1894. Durante o julgamento, aproximadamente 20 000 pessoas foram a Cluj demonstrar seu apoio aos réus pelas ruas da cidade.

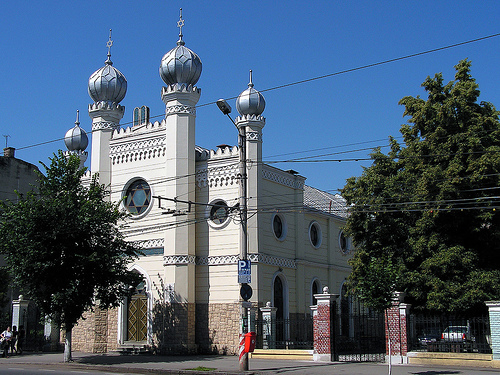
Sinagoga Reformista de Cluj-Napoca

Em 26 de setembro de 1895 o imperador Franz Joseph visitou a cidade vizinha de Bánffy-Hunyad (atual Huedin, com o fim das manobras do exército húngaro na Transilvânia, e recebeu entusiásticas boas-vindas do povo local, que construiu um arco decorado com as flores e plantas da região especialmente para a ocasião. Em 1897 o governo húngaro decidiu que apenas topônimos húngaros deveriam ser usados, e passou a proibir o uso de versões alemãs ou romenas do nome da cidade nos documentos oficiais.
No outono de 1918, à medida que a Primeira Guerra Mundial chegava ao seu fim, Cluj se tornou um centro de atividade revolucionária, encabeçada por Amos Frâncu que, no dia 28 de outubro de 1918 fez um apelo pela "união de todos os romenos". Trinta e nove delegados foram eleitos na cidade para comparecer à proclamação da união com o Reino da Romênia, em Alba Iulia, em 1 de dezembro do mesmo ano, posteriormente reconhecida pelo Tratado de Trianon. O período entre-guerras viu as novas autoridades embarcarem numa campanha de "romenização": uma  estátua da Loba Capitolina, doada por Roma, foi erguida em 1921; em 1932 uma placa escrita pelo historiador Nicolae Iorga foi colocada na estátua de Matias Corvino, enfatizando a sua herança (paterna) romena; e uma imponente catedral ortodoxa começou a ser construída, numa cidade onde apenas um décimo dos habitantes pertencia à igreja estatal. Esta empreitada, no entanto, teve pouca efetividade: em 1939, os húngaros ainda dominavam a economia, assim como (até um certo ponto) a vida cultural local—por exemplo, Cluj tinha cinco jornais diários em húngaro e apenas um em romeno. Em 1940 Cluj, juntamente com o resto da Transilvânia do Norte, foi devolvida à Hungria, através da Segunda Arbitragem de Viena, imposta pela Alemanha nazista e pela Itália fascista. Depois da ocupação da Hungria pelos alemães, em março de 1944, um governo-fantoche foi instalado, sob Döme Sztójay, e medidas antissemitas foram implementadas em grande escala na cidade. O quartel-general local da Gestapo localizava-se no Hotel New York. Em maio do mesmo ano as autoridades começaram a transportar os judeus para o Gueto de Cluj-Napoca. O extermínio dos 16 148 judeus enclausurados ocorreu através de seis deportações para Auschwitz, entre maio e junho de 1944. Apesar de correrem o risco de sofrer severas punições da administração húngara de Miklós Horthy, muitos judeus conseguiram cruzar a fronteira para a Romênia com a ajuda de intelectuais como Emil Hațieganu, Raoul Șorban, Aurel Socol e Miskolczy Dezső, além de diversos camponeses locais de Mănăștur. Em 11 de outubro de 1944 a cidade de Cluj foi capturada pelas tropas romenas e soviéticas, e foi formalmente reintegrada ao Reino da Romênia pelos tratados de Paris em 1947. Em 24 de janeiro, 6 de março e 10 de maio de 1946, os estudantes romenos que haviam voltado para Cluj após a reintegração da Transilvânia do Norte se insurgiram contra as pretensões de autonomia de húngaros nostálgicos e contra as novas imposições dos soviéticos, o que resultou em distúrbios e violência nas ruas.

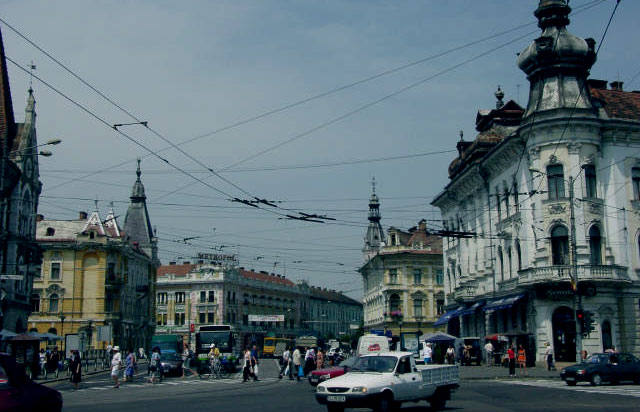
Palácios no rio Someș

A Revolução Húngara de 1956 teve um efeito poderoso na cidade; e houve a possibilidade real de que as demonstrações feitas por estudantes simpatizantes com seus companheiros do outro lado da fronteira pudesse escalar e virar uma revolta. Os protestos deram às autoridades um pretexto para acelerar o processo de "unificação" das universidades locais, Babeș (romena) e Bolyai (húngaro), que supostamente já era planejado antes dos eventos daquele ano. Os húngaros continuaram formando a maioria da população da cidade até a década de 1960, quando o número de romenos ultrapassou o de húngaros, devido ao influxo populacional ocorrido como consequência das políticas de industrialização forçada da cidade implementadas pelo governo socialista. Durante o período comunista a cidade experimentou um significativo desenvolvimento industrial, assim como um estímulo ao setor de construção civil. Em 16 de outubro de 1974, quando a cidade celebrou 1850 anos desde sua primeira menção, como Napoca, o governo alterou oficialmente o nome da cidade, adicionando "Napoca" a ele.
Durante a Revolução Romena de 1989, Cluj-Napoca foi um dos cenários da rebelião: 26 pessoas morreram e aproximadamente 170 ficaram feridas. Com o fim do regime totalitário, o político nacionalista Gheorghe Funar elegeu-se prefeito, e governou a cidade pelos próximos 12 anos. Seu mandato foi marcado por uma forte presença de nacionalismo romeno e por atos de provocações étnicas contra a minoria húngara da cidade. Esta situação turbulenta afastou os investimentos estrangeiros; no entanto, em junho de 2004 um novo governo assumiu o cargo, e a cidade entrou num período de rápido crescimento, tanto em termos econômicos quanto demográficos—e projeta-se que a população da cidade dobre de tamanho no fim da década de 2010. Desde 2004 o prefeito tem sido Emil Boc, presidente do Partido Democrata.

## Geografia

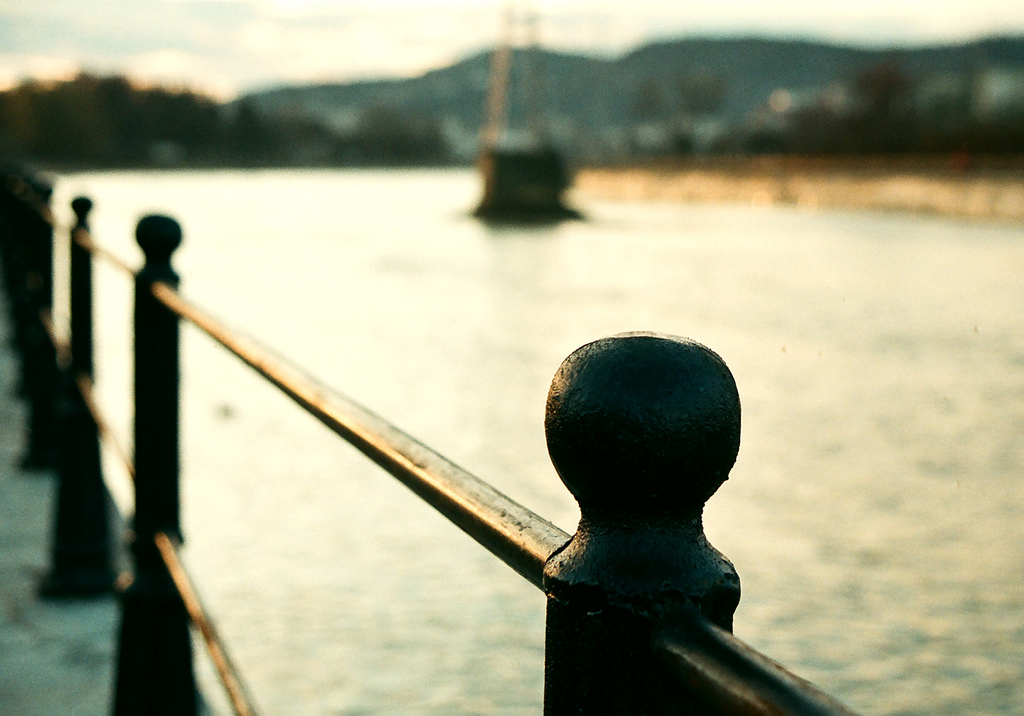
Margens do rio Someșul Mic

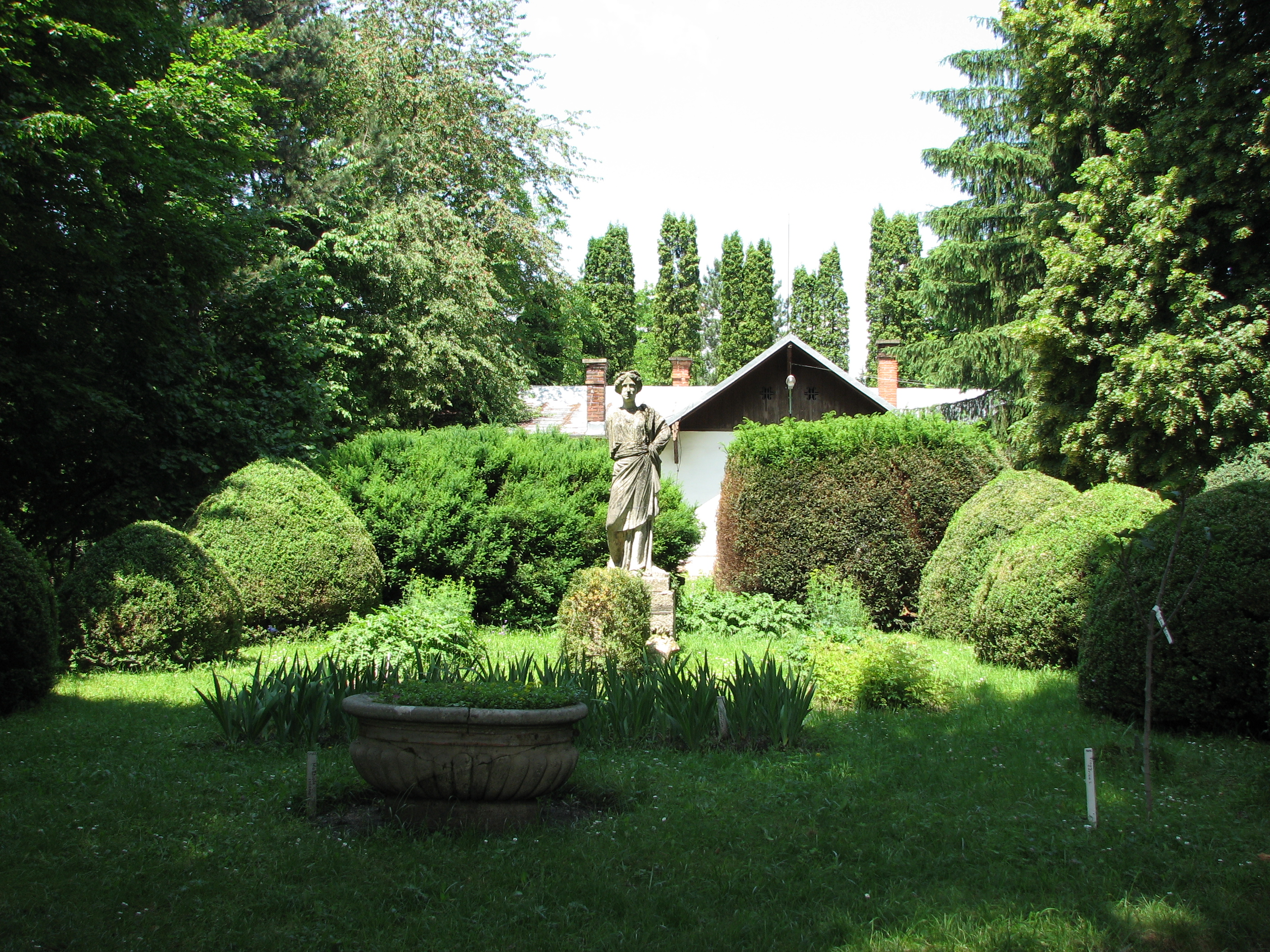
O jardim romano dentro do Parque Botânico de Cluj-Napoca

Localizada na parte central da Transilvânia, Cluj-Napoca tem uma área de 179,5 km². A cidade está exatamente no ponto onde se encontram as montanhas Apuseni, o planalto de Someș e a planície transilvana. Ela se estende pelos vales dos rios Someșul Mic e Nadăş, chegando até mesmo aos vales secundários dos rios Popeşti, Chintău, Borhanci e Popii. A parte sul da cidade ocupa as partes mais altas das encostas norte do Monte Feleac, e está cercada em três lados por morros e montanhas com alturas que variam de 500 a 700 metros de altura. O planalto de Someș se situa a leste, enquanto a parte norte da cidade inclui Dealurile Clujului ("os morros de Cluj"), com seus picos Lombului (684 m), Dealul Melcului (617 m), Techintău (633 m), Hoia (506 m) e Gârbău (570 m). Outras montanhas se localizam nos distritos a oeste, e os montes de Calvaria e Cetăţuia (Belvedere) localizam-se próximo ao centro da cidade.
Construída nas margens do rio Someșul Mic, a cidade também é cruzada por riachos e canais, tais como o Pârâul Ţiganilor, Pârâul Popeşti, Pârâul Nădăşel, Pârâul Chintenilor, Pârâul Becaş, Pârâul Murătorii; o Canalul Morilor corre pelo centro da cidade.
Uma flora variada cresce no Jardim Botânico de Cluj-Napoca; muitos animais também encontraram um refúgio ali. Fundado no século XIX, o parque também possui um lago artificial, com uma ilha, assim como o maior cassino da cidade. Outros parques importantes da cidade incluem o Parque Iuliu Haţieganu, da Universidade Babeş-Bolyai, que apresenta uma grande infra-estrutura para esportes, o Parque Haşdeu, com o distrito epônimo que contém as casas dos estudantes, e os parques "Cetăţuia" e  da Ópera, o último situado atrás do prédio da Ópera Romena de Cluj-Napoca.

### Arredores
A cidade é cercada por florestas e pradarias. Espécies raras de plantas, como a orquídea-calypso e a íris podem ser encontradas nas duas reservas botânicas de Cluj-Napoca, Fânaţele Clujului e Rezervaţia Valea Morii ("Reserva do Vale do Moinho"). Animais como javalis, texugos, raposas, coelhos e esquilos também vivem em áreas florestais próximas, como Făget e Hoia. Esta última é sede do parque etnográfico Romulus Vuia, com exibições que datam de 1678. Diversas lendas urbanas narram encontros com extraterrestres na floresta de Hoia-Baciu, bem como a existência de redes imensas de catacumbas que ligariam as antigas igrejas da cidade, e até mesmo a presença de um monstro no lago vizinho de Tarniţa.

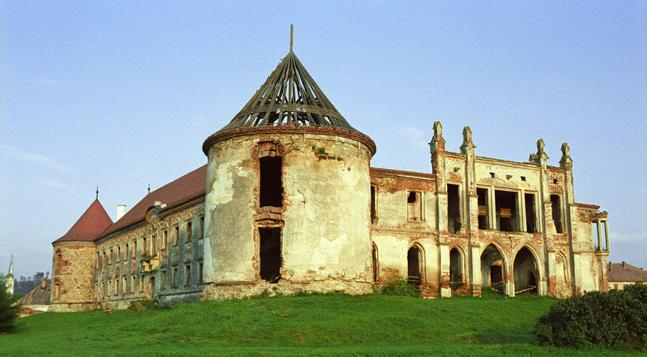

Uma estação de esqui moderna, com 750 metros de comprimento, está localizada no Morro Feleac, com uma diferença de altitude de 98 metros entre seus pontos mais alto e mais baixo. Outra estação de esqui em Băişoara se localiza a aproximadamente 50 quilômetros de Cluj-Napoca. A área metropolitana da cidade ainda inclui dois resorts de verão e spas, os Banhos de Cojocna e Someșeni.
Existe um grande número de castelos nos campos em torno da cidade, construídos pelas famílias nobres que dominaram a cidade na Idade Média. O mais famoso deles é o Castelo de Bonţida Bánffy — já descrito como o "Versalhes da Transilvânia" — na vila vizinha de Bonţida, a 32 km do centro da cidade. Em 1963 o castelo foi usado como cenário para o filme Pădurea spânzuraţilor, do diretor Liviu Ciulei, indicado à Palma de Ouro no Festival de Cannes de 1965 (e que rendeu a Ciulei o prêmio de melhor diretor). Existem outros castelos localizados nos arredores da cidade; o castelo de Bonţida, na realidade, não é nem mesmo o único castelo da região construído pela família Bánffy: na comuna de Gilău, por exemplo, encontra-se o Castelo Wass-Bánffy, enquanto outro Castelo Bánffy está localizado na região de Răscruci.
O mosteiro de Nicula, construído durante o século XVIII, é um importante centro de peregrinação no norte da Transilvânia. No mosteiro encontra-se a célebre Madona de Nicula, supostamente responsável por muitos milagres, segundo seus devotos. O ícone teria chorado entre 15 de fevereiro e 12 de março de 1669. Durante este período nobres, oficiais, clérigos e pessoais laicas vieram vê-los, e declararam-se "petrificadas" pela maravilha que haviam visto. Durante a Festa da Dormição da Teótoco, em ocasião da morte da Virgem Maria, em 15 de agosto, mais de 150 000 pessoas de todo o país visitam o mosteiro.

### Clima
Cluj-Napoca tem um clima continental, caracterizado por verões quentes e invernos frios. O clima é influenciado pela proximidade da cidade com as Montanhas Apuseni, assim como pelo seu grau de urbanização. Algumas influências do oeste, especialmente do Atlântico, se fazem presentes durante o inverno e o outono. As temperaturas no inverno frequentemente caem para baixo de 0 °C, embora raramente passem de -10 °C. Na média, a neve cobre o solo por 65 dias a cada inverno. No verão a temperatura média é de aproximadamente 18 °C (média em julho e agosto), apesar de temperaturas poderem chegar a 35-40 °C, no meio do verão, especialmente no centro da cidade. Embora a chuva e a umidade relativa do ar sejam baixas, podem ocorrer tempestades fortes durante as épocas mais quentes. Durante a primavera e o outono as temperaturas variam de 13 a 18 °C, e a precipitação tende a ser mais elevada que durante o verão, com chuvas mais fracas, porém mais frequentes.
| Dados climatológicos para Cluj-Napoca | Dados climatológicos para Cluj-Napoca | Dados climatológicos para Cluj-Napoca | Dados climatológicos para Cluj-Napoca | Dados climatológicos para Cluj-Napoca | Dados climatológicos para Cluj-Napoca | Dados climatológicos para Cluj-Napoca | Dados climatológicos para Cluj-Napoca | Dados climatológicos para Cluj-Napoca | Dados climatológicos para Cluj-Napoca | Dados climatológicos para Cluj-Napoca | Dados climatológicos para Cluj-Napoca | Dados climatológicos para Cluj-Napoca | Dados climatológicos para Cluj-Napoca |
| Mês | Jan                                   | Fev                                   | Mar                                   | Abr                                   | Mai                                   | Jun                                   | Jul                                   | Ago                                   | Set                                   | Out                                   | Nov                                   | Dez                                   | Ano                                   |
| --- | ------------------------------------- | ------------------------------------- | ------------------------------------- | ------------------------------------- | ------------------------------------- | ------------------------------------- | ------------------------------------- | ------------------------------------- | ------------------------------------- | ------------------------------------- | ------------------------------------- | ------------------------------------- | ------------------------------------- |
| Temperatura máxima recorde (°C) | 14,0                                  | 19,3                                  | 26,6                                  | 30,2                                  | 32,5                                  | 36,0                                  | 37,0                                  | 38,0                                  | 33,7                                  | 32,6                                  | 26,0                                  | 18,7                                  | 38,0                                  |
| Temperatura máxima média (°C) | 0,5                                   | 3,0                                   | 9,5                                   | 15,8                                  | 21,2                                  | 23,8                                  | 25,9                                  | 25,8                                  | 20,9                                  | 15,2                                  | 7,4                                   | 1,6                                   | 14,2                                  |
| Temperatura média (°C) | −2,9                                  | −1,4                                  | 3,8                                   | 9,5                                   | 14,7                                  | 17,6                                  | 19,4                                  | 18,9                                  | 14,2                                  | 9,0                                   | 3,0                                   | −1,6                                  | 8,7                                   |
| Temperatura mínima média (°C) | −5,7                                  | −4,8                                  | −0,6                                  | 4,3                                   | 8,9                                   | 12,0                                  | 13,7                                  | 13,2                                  | 9,2                                   | 4,4                                   | −0,3                                  | −4,2                                  | 4,2                                   |
| Temperatura mínima recorde (°C) | −34,2                                 | −32,5                                 | −22,0                                 | −8,4                                  | −3,5                                  | 0,4                                   | 5,2                                   | 3,5                                   | −3,0                                  | −8,8                                  | −22,3                                 | −27,9                                 | −34,2                                 |
| Precipitação (mm) | 25,7                                  | 24,5                                  | 31,0                                  | 50,9                                  | 66,9                                  | 90,5                                  | 85,7                                  | 65,9                                  | 48,5                                  | 37,2                                  | 32,1                                  | 35,5                                  | 594,4                                 |
| Queda de neve média (cm) | 6,0                                   | 11,5                                  | 5,8                                   | 1,3                                   | 0,0                                   | 0,0                                   | 0,0                                   | 0,0                                   | 0,0                                   | 0,5                                   | 2,6                                   | 5,8                                   | 33,5                                  |
| Dias com precipitação (0.1 mm) | 12,9                                  | 12,7                                  | 11,2                                  | 13,3                                  | 14,7                                  | 14,9                                  | 13,2                                  | 11,3                                  | 11,1                                  | 10,0                                  | 12,2                                  | 14,0                                  | 151,5                                 |
| Umidade relativa (%) | 87                                    | 82                                    | 74                                    | 72                                    | 74                                    | 77                                    | 76                                    | 76                                    | 78                                    | 81                                    | 86                                    | 88                                    | 79                                    |
| Insolação (h) | 66                                    | 99                                    | 157                                   | 185                                   | 241                                   | 253                                   | 276                                   | 263                                   | 193                                   | 159                                   | 88                                    | 52                                    | 2 030                                 |
| Fontes: Organização Meteorológica Mundial, Ogimet (temperaturas médias e sol entre 1981 e 2010), Instituto Nacional de Estatística da Romênia (recordes entre 1901 e 2000), NOAA (neve entre 1961 e 1990), Deutscher Wetterdienst (umidade entre 1973 e 1993) |                                       |                                       |                                       |                                       |                                       |                                       |                                       |                                       |                                       |                                       |                                       |                                       |                                       |

## Lei e governo

### Administração

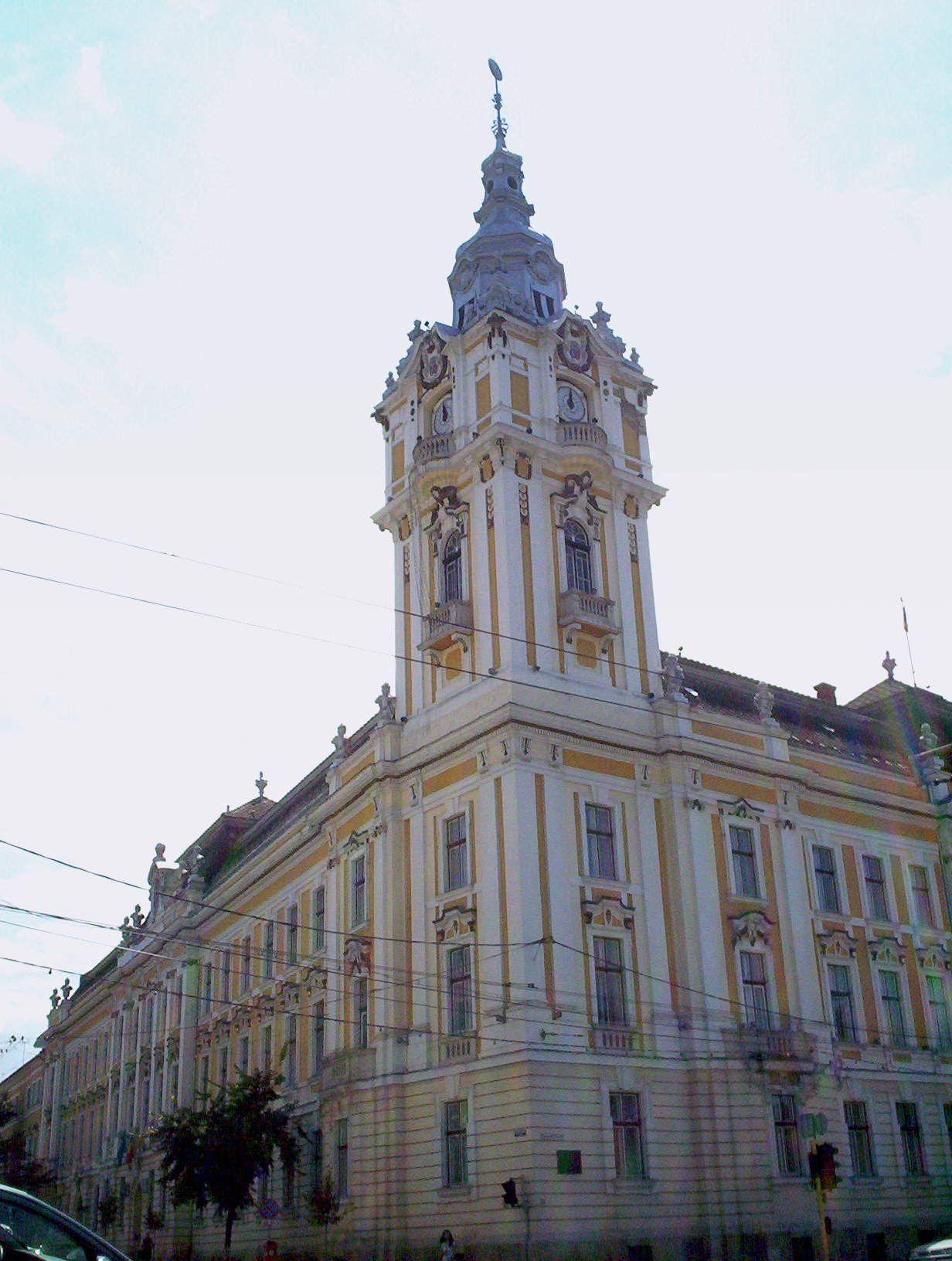
Prefeitura de Cluj-Napoca

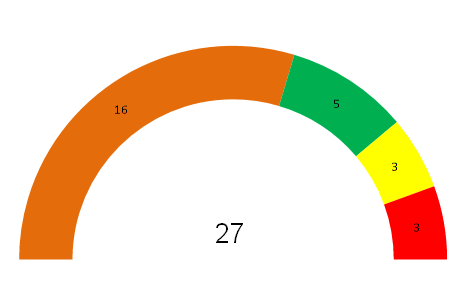
Composição da câmara local em 2008:
Partido Democrata (16)
União Democrata dos Húngaros na Romênia (5)
Partido Nacional Liberal (3)
Partido Social-Democrata (3)

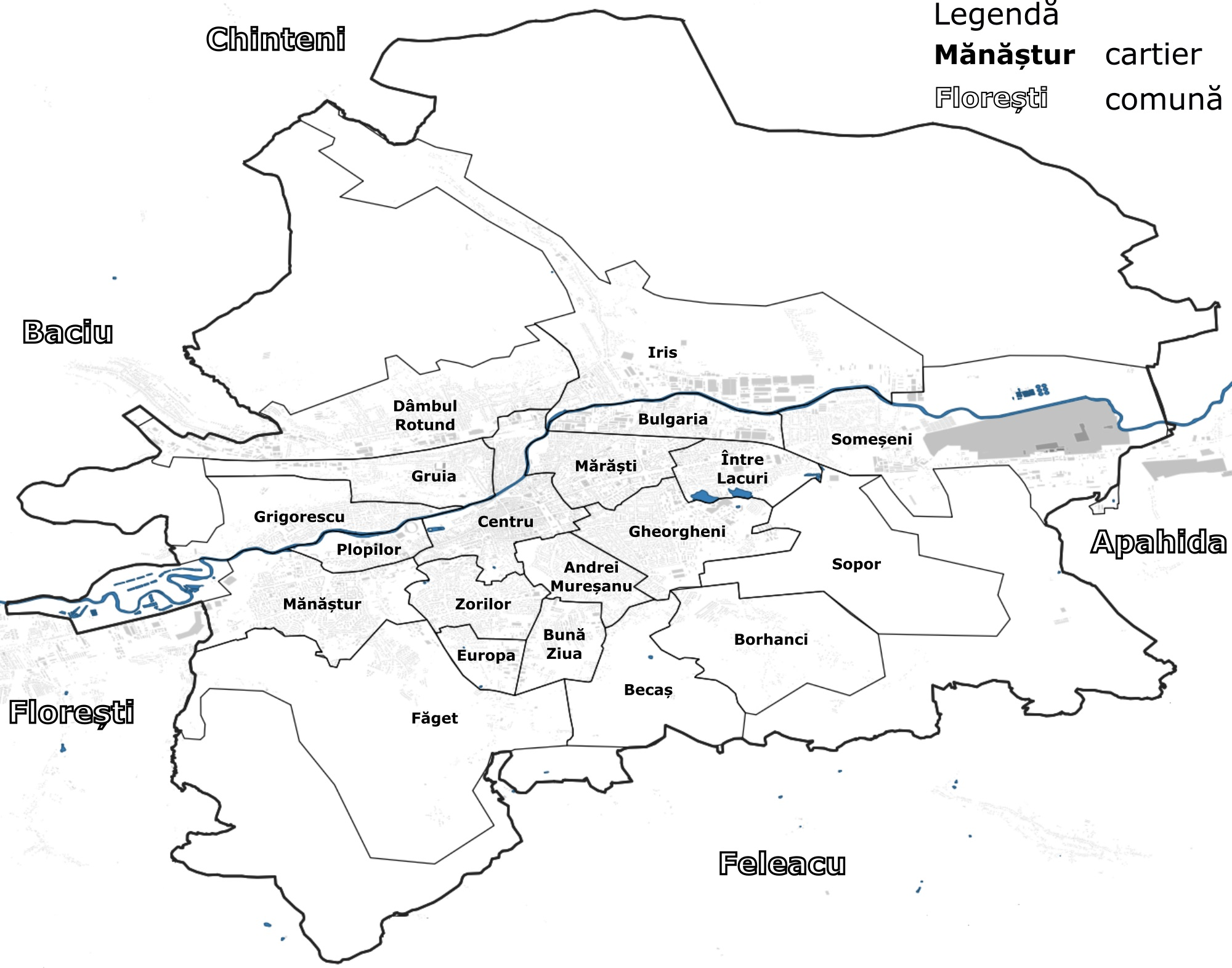
Mapa dos distritos de Cluj-Napoca (2007)

O governo da cidade é encabeçado por um prefeito, que a partir de 2004 foi Emil Boc, que foi reeleito em 2008 e nas eleições seguintes até 2020, inclusive, embora entre dezembro de 2008 e fevereiro de 2012 tenha interrompido o mandato para ocupar o cargo de primeiro-ministro da Romênia. As decisões são aprovadas e discutidas por um conselho local (consiliu local), composto por 27 representantes eleitos.
A cidade é composta por 15 distritos (cartiere) divididos radialmente, alguns com suas próprias estruturas administrativas locais, e a prefeitura procura desenvolver as estruturas administrativas locais para a maioria destes distritos.
Mureșanu
- Andrei Mureșanu
- Bulgaria
- Bună Ziua
- Centru
- Dâmbul Rotund
- Gheorgheni
- Grădinile Mănăştur
- Grigorescu
- Gruia
- Iris
- Între Lacuri
- Mănăştur
- Mărăşti
- Someșen
- Zorilor

Devido ao imenso desenvolvimento urbano dos últimos anos, em 2005 algumas áreas de Cluj passaram a ser chamados de distritos (Sopor, Borhanci, Becaş, Făget, Zorilor Sul), ainda que boa parte delas ainda esteja por construir. Diversas áreas que até o momento não passam de canteiros de obra provavelmente também se tornarão distritos no futuro, como Tineretului, Lombului ou Oser.
Como Cluj-Napoca é capital do condado de Cluj, ali se encontra o palácio da prefeitura, o quartel-general do conselho do condado (consiliu judeţean) e o governador (jude), que é apontado pelo governo central da Romênia. O governador não pode ser membro de algum partido político, e seu papel é representar o governo nacional no âmbito local, agindo como ligação entre as duas partes e auxiliando na implementação dos Planos de Desenvolvimento Nacional e de programas de governo similares. O atual governador do distrito de Cluj (2007) é Călin Platon. Como todos os outros conselhos locais da Romênia, o conselho local de Cluj-Napoca, o conselho do condado e a prefeitura são eleitos diretamente, a cada quatro anos, pela população.
Cluj-Napoca também é a capital da região histórica da Transilvânia, um status que é significante até hoje. Atualmente é a maior cidade na região de desenvolvimento do Noroeste, divisão equivalente às regiões NUTS-II na União Europeia, e utilizada pela UE e pelo governo romeno para fins de análise estatística e desenvolvimento regional. A região de desenvolvimento do Noroeste não é, no entanto, uma entidade administrativa. A área metropolitana de Cluj-Napoca entrou oficialmente em vigor a partir de junho de 2008, abrangendo uma população de 360 000 habitantes. Além de Cluj-Napoca, ela inclui comunas como Apahida, Feleacu, Ciurila, Floreşti, Gilău, Baciu e Chinteni.
O comitê executivo da União Democrática dos Húngaros na Romênia (UDMR) e todos os seus departamentos têm sede em Cluj, assim como as organizações locais e regionais da maioria dos outros partidos políticos romenos. Para contrabalançar a influência política da minoria húngara da Transilvânia, os nacionalistas romenos da região fundaram o Partido da Unidade Nacional Romena (PUNR), no início da década de 1990; o partido esteve presente no parlamento romeno durante a legislatura de 1992-1996. O partido eventualmente transferiu sua sede principal para Bucareste, e acabou entrando em declínio à medida que a sua liderança se juntou ao Partido da Grande Romênia (PRM), ideologicamente semelhante. Em 2008 o Instituto para a Pesquisa sobre as Minorias Nacionais, subordinado ao governo romeno, abriu sua sede oficial em Cluj-Napoca.
Onze hospitais funcionam na cidade, dos quais nove são geridos pelo condado e dois, especializados em oncologia e cardiologia, pelo Ministério da Saúde. Existem ainda mais de uma centena de consultórios de médicos e dentistas na cidade.

### Sistema judiciário
Cluj-Napoca tem uma organização judiciária complexa, como consequência de seu status como capital do condado. O Tribunal de Justiça de Cluj-Napoca é a instituição judiciária local, e está sob a esfera do Tribunal do Condado de Cluj, que também exerce a sua jurisdição sobre os tribunais de Dej, Gherla, Turda e Huedin. Recursos feitos aos vereditos destes tribunais e casos mais sérios são remetidos ao Tribunal de Recursos de Cluj. A cidade também é a sede dos tribunais comerciais e militares do condado.
A cidade tem a sua própria força policial municipal, Poliţia Municipiului Cluj-Napoca, responsável por combater o crime em toda a cidade, que opera um número de divisões especiais e está subordinada à Polícia da Romênia. A prefeitura tem a sua própria forma policial comunitária, a Poliţia Primăriei, que lida principalmente com as questões locais da comunidade. Também existe em Cluj-Napoca uma sede da Gendarmaria Romena.

### Crime

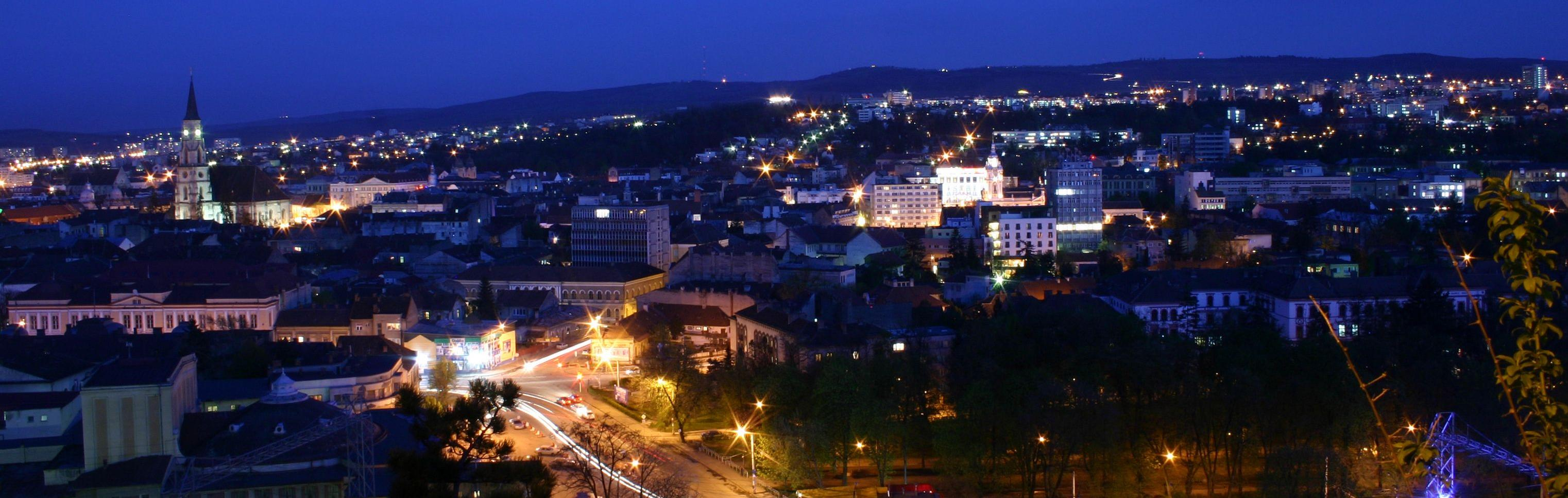
Trecho do centro da cidade, visto desde Cetăţuia

Cluj-Napoca e a área ao seu redor tiveram uma taxa de 268 condenações criminais por 100 000 habitantes durante 2006, número pouco acima da média nacional. Depois da revolução de 1989 a taxa de condenações no condado entrou numa fase de crescimento sustentado, alcançando eventualmente uma alta histórica de 429 em 1998, quando começou a cair. Embora o índice de criminalidade seja baixo, crimes leves costumam ser um problema, especialmente para estrangeiros, como em outras grandes cidades do país. Durante a década de 1990 duas grandes instituições financeiras, Banca Dacia Felix e Caritas, foram à falência devido à fraudes e malversação de fundos. Também tornou-se notório o caso do assassino em série Romulus Vereş, "o homem do martelo"; durante a década de 1970 foi condenado por cinco acusações de homicídio e diversas de tentativa de homicídio, porém nunca chegou a ser encarcerado devido à alegação de insanidade: ele sofria de esquizofrenia, e culpava o Diabo por suas ações, sendo então internado no hospital psiquiátrico de Ştei, em 1976, após uma investigação forense que durou três anos, na qual cerca de quatro mil pessoas foram interrogadas. Lendas urbanas elevaram o número de vítimas de Vereş a até duzentas mulheres, embora o número real tenha sido bem menor; estas confusões podem ser creditadas à falta de atenção que o caso recebeu, apesar de sua magnitude, pela imprensa comunista da época, ansiosa por esconder as mazelas da sociedade do país.
Uma pesquisa realizada em 2006 mostrou um alto grau de satisfação com o trabalho da polícia local; mais da metade das pessoas entrevistadas declararam-se satisfeitas (62.3%) ou muito satisfeitas (3.3%) com a atividade do departamento de polícia do condado. O estudo indicou os índices mais altos de satisfação com os setores de supervisão de tráfego, com a presença dos policiais nas ruas; no lado negativo, a corrupção e a segurança nos transportes públicos continuavam sendo uma grande preocupação.
Esforços feitos pelas autoridades locais no distrito de Cluj-Napoca no fim da década de 1990 para reformar os dispositivos de proteção aos direitos infantis e a assistência às crianças de rua se provaram insuficientes, devido à falta de fundos, políticas incoerentes e à falta de real colaboração entre as partes envolvidas (Direção de Proteção dos Direitos Infantis, o Serviço de Assistência Social dentro da Diretoria Distrital para a Proteção Social e Laboral, o Centro Receptor de Menores, a Autoridade Guardiã dentro da Prefeitura, e a polícia). Existem diversas crianças vivendo nas ruas da cidade, cuja pobreza e falta de qualquer identidade documentada lhes causa constante conflitos com os agentes legais. Através da cooperação entre o conselho local e a associação de presos Fundação Romênia, sem-tetos, crianças de rua e mendigos são agrupados, identificados e acomodados nos Centros Cristãos para as Crianças de Rua e Pessoas Desabrigadas, respectivamente, e o centro Ruhama. Os programas obtiveram algum sucesso, e o movimento flutuante de crianças, mendigos e sem-tetos que entram e saem do centro foi reduzido consideravelmente, e a maioria dos beneficiários vem sendo integrada com sucesso ao programa, em vez de retornar às ruas.
A partir do ano 2000 Cluj-Napoca viu um aumento nos rachas e corridas de rua ilegais, que ocorrem quase sempre à noite, na periferia da cidade ou em áreas industriais, e ocasionalmente provocam acidentes e vítimas. Foram feitas algumas tentativas de se organizar corridas legais, como uma maneira de tentar solucionar o problema.

## Demografia
| População histórica de Cluj-Napoca                         | População histórica de Cluj-Napoca | População histórica de Cluj-Napoca | População histórica de Cluj-Napoca | População histórica de Cluj-Napoca | População histórica de Cluj-Napoca | População histórica de Cluj-Napoca | População histórica de Cluj-Napoca | População histórica de Cluj-Napoca | População histórica de Cluj-Napoca | População histórica de Cluj-Napoca | População histórica de Cluj-Napoca | População histórica de Cluj-Napoca | População histórica de Cluj-Napoca |
| Ano                                                        | População                          | Romenos                            | Húngaros                           |                                    |                                    |                                    |                                    |                                    |                                    |                                    |                                    |                                    |                                    |
| ---------------------------------------------------------- | ---------------------------------- | ---------------------------------- | ---------------------------------- | ---------------------------------- | ---------------------------------- | ---------------------------------- | ---------------------------------- | ---------------------------------- | ---------------------------------- | ---------------------------------- | ---------------------------------- | ---------------------------------- | ---------------------------------- |
| 1453 (est.)                                                | 6 000                              | n/d                                | n/d                                |                                    |                                    |                                    |                                    |                                    |                                    |                                    |                                    |                                    |                                    |
| 1703                                                       | 7 500                              | n/d                                | n/d                                |                                    |                                    |                                    |                                    |                                    |                                    |                                    |                                    |                                    |                                    |
| 1714                                                       | 5 000                              | n/d                                | n/d                                |                                    |                                    |                                    |                                    |                                    |                                    |                                    |                                    |                                    |                                    |
| 1785                                                       | 9 703                              | n/d                                | n/d                                |                                    |                                    |                                    |                                    |                                    |                                    |                                    |                                    |                                    |                                    |
| 1787                                                       | 10 476                             | n/d                                | n/d                                |                                    |                                    |                                    |                                    |                                    |                                    |                                    |                                    |                                    |                                    |
| 1835                                                       | 14 000                             | n/d                                | n/d                                |                                    |                                    |                                    |                                    |                                    |                                    |                                    |                                    |                                    |                                    |
| 1850                                                       | 19 612                             | 21,0%                              | 62,8%                              |                                    |                                    |                                    |                                    |                                    |                                    |                                    |                                    |                                    |                                    |
| 1880                                                       | 32 831                             | 17,1%                              | 72,1%                              |                                    |                                    |                                    |                                    |                                    |                                    |                                    |                                    |                                    |                                    |
| 1890                                                       | 37 184                             | 15,2%                              | 79,1%                              |                                    |                                    |                                    |                                    |                                    |                                    |                                    |                                    |                                    |                                    |
| 1900                                                       | 50 908                             | 14,1%                              | 81,1%                              |                                    |                                    |                                    |                                    |                                    |                                    |                                    |                                    |                                    |                                    |
| 1910                                                       | 62 733                             | 14,2%                              | 81,6%                              |                                    |                                    |                                    |                                    |                                    |                                    |                                    |                                    |                                    |                                    |
| 1920                                                       | 85 509                             | 34,7%                              | 49,3%                              |                                    |                                    |                                    |                                    |                                    |                                    |                                    |                                    |                                    |                                    |
| 1930                                                       | 103 840                            | 35,7%                              | 46,5%                              |                                    |                                    |                                    |                                    |                                    |                                    |                                    |                                    |                                    |                                    |
| 1941                                                       | 114 984                            | 9,8%                               | 85,7%                              |                                    |                                    |                                    |                                    |                                    |                                    |                                    |                                    |                                    |                                    |
| 1948                                                       | 117 915                            | 40%                                | 57%                                |                                    |                                    |                                    |                                    |                                    |                                    |                                    |                                    |                                    |                                    |
| 1956                                                       | 154 723                            | 47,8%                              | 47,9%                              |                                    |                                    |                                    |                                    |                                    |                                    |                                    |                                    |                                    |                                    |
| 1966                                                       | 185 663                            | 56,5%                              | 41,4%                              |                                    |                                    |                                    |                                    |                                    |                                    |                                    |                                    |                                    |                                    |
| 1977                                                       | 262 858                            | 65,8%                              | 32,8%                              |                                    |                                    |                                    |                                    |                                    |                                    |                                    |                                    |                                    |                                    |
| 1992                                                       | 328 602                            | 76,6%                              | 22,7%                              |                                    |                                    |                                    |                                    |                                    |                                    |                                    |                                    |                                    |                                    |
| 2002                                                       | 317 953                            | 79,4%                              | 19,0%                              |                                    |                                    |                                    |                                    |                                    |                                    |                                    |                                    |                                    |                                    |
| 2004 (est.)                                                | 298 006                            | n/d                                | n/d                                |                                    |                                    |                                    |                                    |                                    |                                    |                                    |                                    |                                    |                                    |
| 2005 (est.)                                                | 310 194                            | n/d                                | n/d                                |                                    |                                    |                                    |                                    |                                    |                                    |                                    |                                    |                                    |                                    |
| 2006 (est.)                                                | 297 600                            | n/d                                | n/d                                |                                    |                                    |                                    |                                    |                                    |                                    |                                    |                                    |                                    |                                    |
| 2007 (est.)                                                | 310 243                            | 80,8%                              | 17,1%                              |                                    |                                    |                                    |                                    |                                    |                                    |                                    |                                    |                                    |                                    |
| 2011                                                       | 324 576                            | 75,71%                             | 15,27%                             |                                    |                                    |                                    |                                    |                                    |                                    |                                    |                                    |                                    |                                    |
| 2016 (est.)                                                | 321 687                            | n/d                                | n/d                                |                                    |                                    |                                    |                                    |                                    |                                    |                                    |                                    |                                    |                                    |
| Fonte: Árpád, Varga E. (quando outra não for especificada) |                                    |                                    |                                    |                                    |                                    |                                    |                                    |                                    |                                    |                                    |                                    |                                    |                                    |

O Instituto Nacional de Estatística da Romênia estimava que em 2016 Cluj-Napoca tinha 321 687 habitantes. A população da cidade segundo o censo de 2011 era 324 576 habitantes e segundo o censo de 2007, 310 243 habitantes. Em 2015, a  área metropolitana de Cluj-Napoca tinha 379 733 habitantes. O número de habitantes da cidade segundo o censo de 2007 diferia mais de 25% do número estimado pelo serviço de registro populacional do condado, segundo o qual a população total da cidade poderia chegar a 392 276 pessoas. A variação entre este número e os dados do censo pode ser explicado parcialmente pelo crescimento real da população que mora em Cluj-Napoca, assim como pela maneira diferente como é feita a contagem; mais pessoas vivem em Cluj do que aquelas que são oficialmente registradas, segundo o diretor do centro de estudos populacionais local. Além do mais, este número não inclui a população flutuante — uma média de mais de 20 mil por ano, de 2004 a 2007, de acordo com a mesma fonte.
No período moderno, a população de Cluj experimentou duas fases de crescimento rápido: a primeira ocorreu no fim do século XIX, quando a cidade cresceu em importância e tamanho, e a segunda durante o período comunista, quando uma campanha massiva de urbanização foi lançada, e muitas pessoas migraram das áreas rurais e até de além dos Cárpatos para a capital do condado. Cerca de dois terços do crescimento populacional durante este período foram baseados nos influxos do saldo migratório; após 1966, a data em que o ditador Nicolae Ceaușescu baniu o aborto e os métodos contraceptivos, o crescimento natural também foi significante, e responsável pela manutenção do terceiro lugar.
Desde a Idade Média, a cidade de Cluj tem sido uma cidade multicultural, com uma vida religiosa e cultural diversificada. Entretanto, até meados do século XV, a maioria da população de Cluj era alemã. No período seguinte, os húngaros superaram os alemães em número, mantendo a maioria até serem ultrapassados pelos romenos após o final da década de 1950. De acordo com o censo romeno de 2002, pouco menos de 80% da população da cidade são romenos; o segundo grupo étnico da cidade são os húngaros, que compõem 19% da população. O restante é formado por ciganos (1%), alemães (0.23%) e judeus (0.06%). Hoje em dia a cidade vem recebendo um grande influxo de imigrantes: 25 000 pessoas solicitaram por residência na cidade no ano de 2007.

### Religião
Em termos de religião, 69.2% da população são ortodoxos romenos, e 12.2% pertencem à Igreja Reformada da Romênia (calvinista). As comunidades católicas romanas e greco-católicas respondem por 5,5 e 5,8% da população, respectivamente, enquanto outros grupos religiosos como os unitaristas (1%), pentecostais (2.6%) ou batistas (1.2%) completam o resto do total. Comparativamente, em 1930, 26,7% da cidade era de reformados, 22,6% de católicos gregos, 20,1% de católicos romanos, 13,4% de judeus, 11,8% de ortodoxos, 2,4% de luteranos e 2,1% de unitaristas. Entre os fatores que contribuíram para estas mudanças demográficas estão o extermínio dos judeus da cidade, a emigração, o banimento da Igreja Greco-Católica entre 1948 e 1989 e o declínio gradual da população húngara.
Historicamente, a comunidade judaica teve papel central na história da Transilvânia, e até num contexto mais amplo. Os judeus foram uma presença significativamente, e cada vez mais marcante, em Cluj, contribuindo significativamente para o dinamismo econômico da cidade e o seu florescimento cultural no fim do século XIX e início do século XX. Embora a comunidade tenha contado com uma parte significativa da população da cidade durante o Período Entre-Guerras—entre 13 e 15 por cento—estes números despencaram como uma consequência do Holocausto e da subsequente emigração; na década de 1990 restavam em Cluj-Napoca apenas algumas centenas de judeus.

### Grupos étnicos

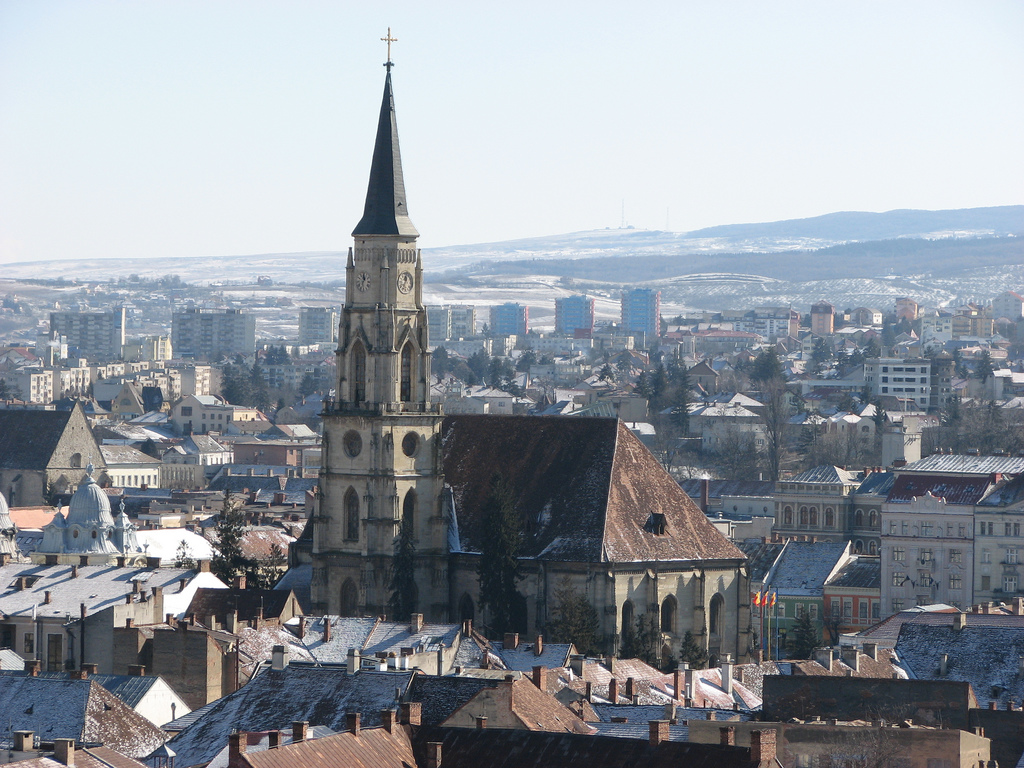
Igreja de São Miguel, a maior igreja de arquitetura gótica da cidade

No século XIV a maioria dos habitantes da cidade, assim como a elite local, era formada por saxões, em grande parte descendentes de colonizadores trazidos pelos reis da Hungria nos séculos XII e XIII, visando desenvolver e defender as fronteiras ao sul da província. Na metade do século seguinte aproximadamente metade da população tinha nomes húngaros. Na Transilvânia, como um todo, a Reforma Protestante acirrou divisões étnicas: saxões tornaram-se luteranos, enquanto os húngaros permaneceram católicos ou se tornaram calvinistas ou unitaristas. Em Klausenburg, no entanto, as fronteiras religiosas não eram bem demarcadas. Isolados tanto geograficamente das principais áreas de colonização alemã no sul da Transilvânia como institucionalmente, devido à sua trajetória religiosa distinta, muitos saxões eventualmente foram assimilados à maioria húngara ao longo de diversas gerações. Novos colonizadores também falavam, em sua maioria, o húngaro, idioma que muito saxões gradualmente vieram a adotar.(No século XVII), de mais de trinta cidades reais livres, apenas sete contavam com uma maioria húngara, e Kolozsvár/Klausenburg era uma delas; o restante era, em sua maioria, dominada etnicamente pelos alemães.) Desta maneira Kolozsvár tornou-se húngaro-parlante, e o permaneceu até a metade do século XX, embora em 1880 4,8% de seus residentes se identificassem como "alemães".
O ciganos formam uma minoria considerável na Romênia atual e uma presença pequena, porém visível, em Cluj-Napoca — apesar de compreenderem apenas 1% da população, são uma presença familiar no mercado central e em seus arredores, vendendo flores, roupas usadas e artigos de lata. Embora sejam um importante foco de atenção do discurso público e representações midiáticas, a nível nacional, Cluj-Napoca, com sua relativamente pequena população de ciganos, não foi o foco principal de atividade etnopolítica do povo.

#### Comunidade húngara

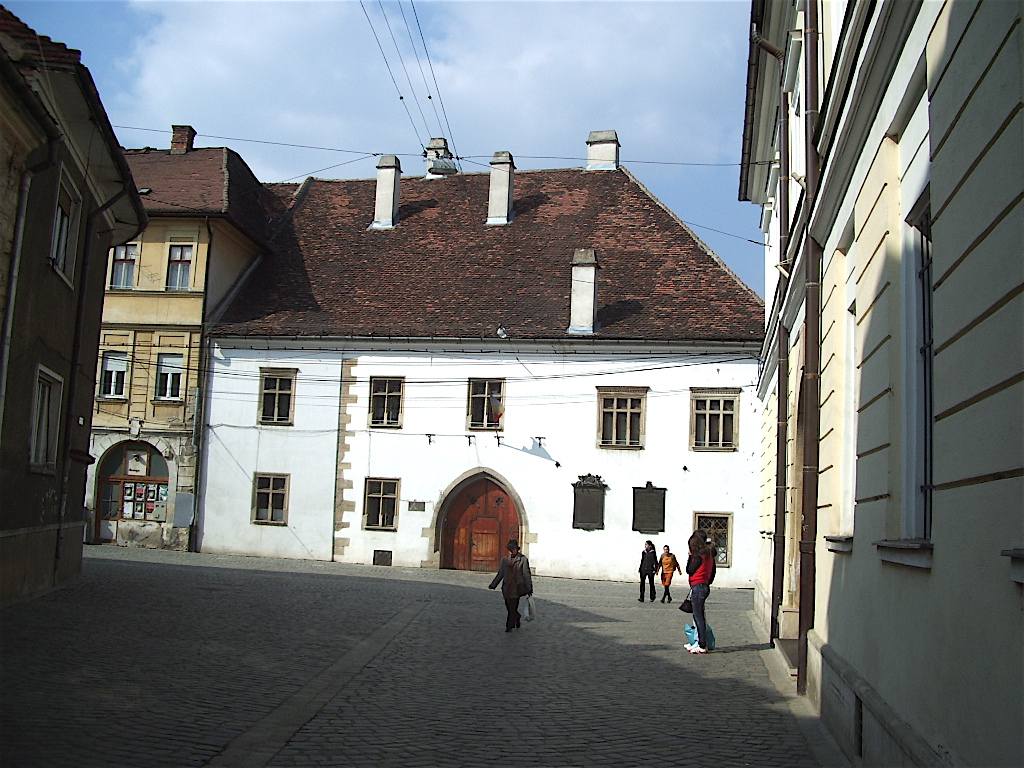
Beco Matias Corvino, situado em frente ao local onde nasceu o rei da Hungria homônimo

Aproximadamente 60 000 húngaros étnicos (magiares) viviam em Cluj-Napoca em 2002. A cidade tem a segunda maior comunidade urbana de húngaros na Romênia, depois de Târgu Mureş, com uma vida cultural e acadêmica ativa: a cidade tem uma ópera e teatro estatal húngaro, assim como diversas instituições húngaras de pesquisa, como Erdélyi Múzeumi Egyesület (EME), Erdélyi Magyar Műszaki Tudományos Társaság e Bolyai Társaság. A cidade é a sede da diocese reformada (calvinista) da Transilvânia, da diocese unitaristas e de uma diocese da Igreja Evangélica Luterana, e todas treinam o seu clero no Instituto Teológico de Cluj. Diversas revistas e jornais são publicados no idioma húngaro, e a comunidade também tem direito à transmissões públicas e privadas, de rádio e televisão. Em 2007, 7 000 estudantes frequentavam cursos nos 55 cursos de especialização lecionados em húngaro na Universidade Babeş-Bolyai. Em 2006 dois palestrantes falantes de húngaro perderam seus empregos depois de terem afixado cartazes em húngaro nos prédios da universidade, apesar de um decreto do reitor permitindo o uso de cartazes multilíngues.. Gheorghe Funar, prefeito de Cluj-Napoca de 1992 a 2004, tornou-se notório pelos seus atos de provocações étnicas, como a decoração das ruas da cidade nas cores da bandeira romena, e a organização de piquetes diante do consulado da Hungria na cidade; as tensões parecem ter se arrefecido, no entanto, depois que Funar deixou o cargo.

## Economia

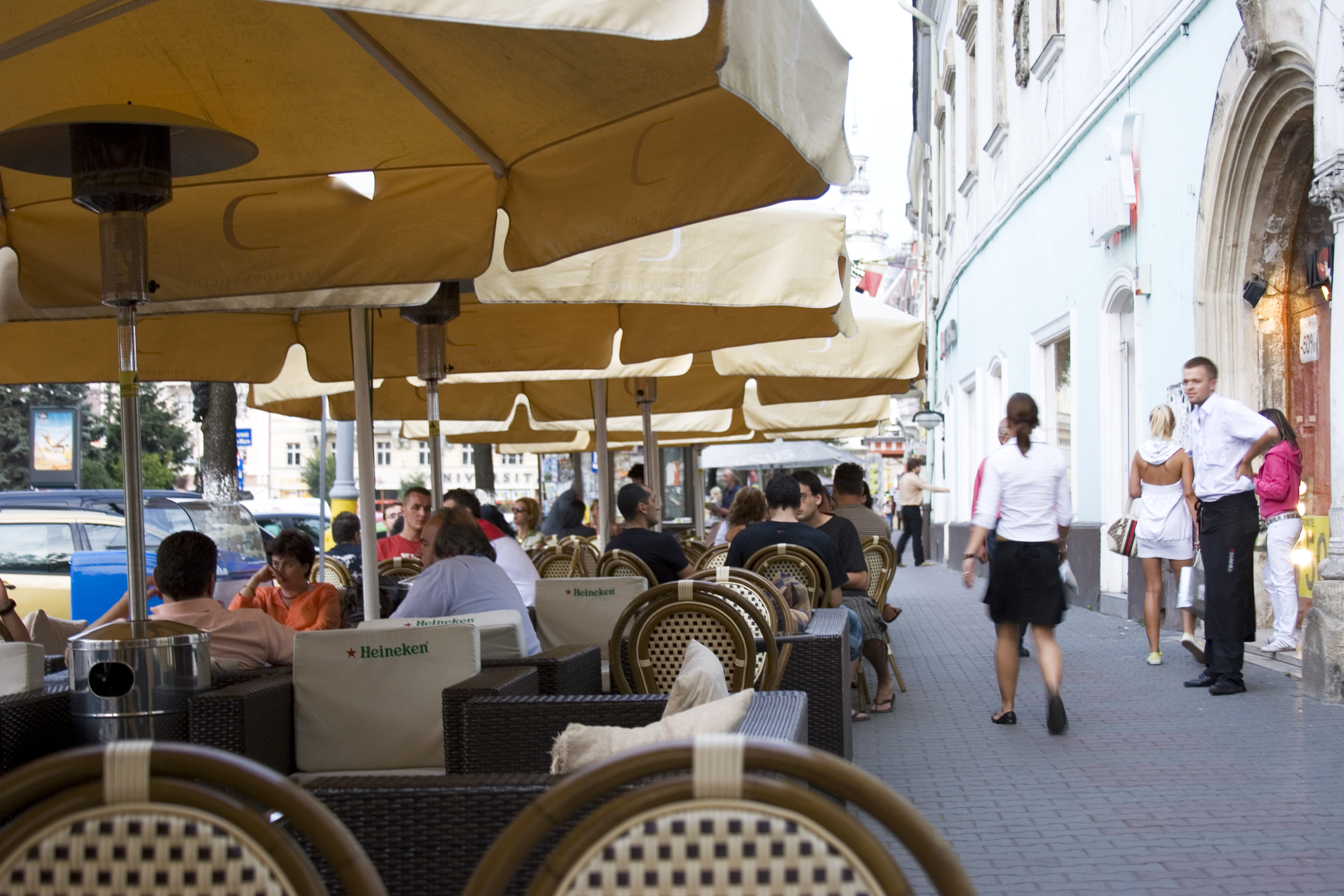
Esplanada na Praça Unirii

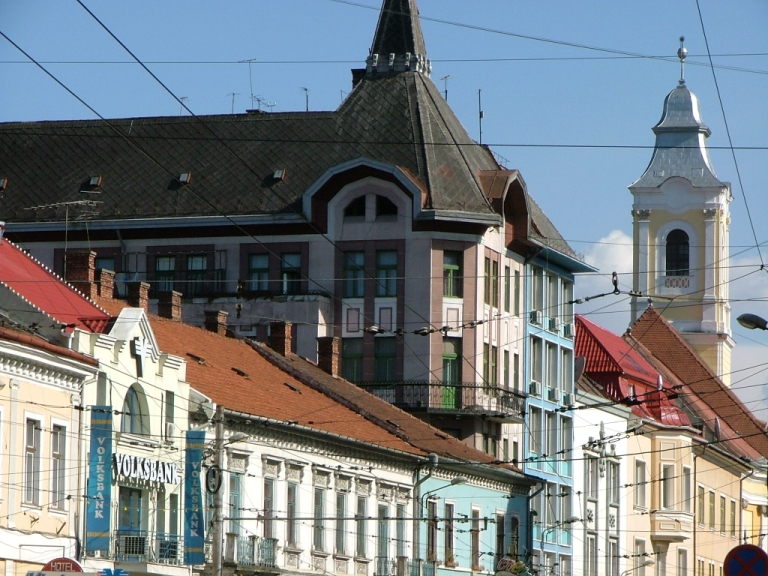
Avenida Regele Ferdinand, uma grande rua comercial

Cluj-Napoca é um importante centro comercial da Romênia; diversas marcas locais tornaram-se conhecidas nacionalmente, e algumas até mesmo internacionalmente, como Banca Transilvania, Farmec, Jolidon, e a cervejaria Ursus.
A revista americana InformationWeek relatou que a maior parte da atividade de informática, especialmente na área de software, é produzida na cidade, que está se tornado rapidamente tecnopolo da Romênia. A empresa finlandesa Nokia investiu 200 milhões de euros numa fabricante de telefones celulares e num centro de pesquisa em Cluj-Napoca. A cidade também é a sede regional e nacional de empresas como MOL, Aegon, Perfetti Van Melle, Bechtel, Friesland Foods, Office Depot, Genpact e New Yorker. O grupo financeiro britânico
Dawnay Day, proprietário do centro comercial MacroMall, originalmente sediado em Braşov, também está investindo maciçamente em Cluj-Napoca; seu primeiro projeto, Atrium, em construção sobre o terreno da antiga fábrica Tricotaje Someșul, localizada no centro da cidade, está orçado em 85 milhões de euros.
Cluj-Napoca também é um importante centro comercial regional, com diversos shopping centers e hipermercados. A Avenida Eroilor e as ruas Napoca e Memorandumului são os locais mais caros da cidade, com um preço médio de aluguel de 720 euros/m² ao ano, enquanto as avenidas Regele Ferdinand e "21 Decembrie 1989" também possuem altos preços de aluguel. Existem dois grandes shopping-centers: Polus Center Cluj, que contém um hipermercado Carrefour, e o Iulius Mall Cluj, que tem um hipermercado Auchan. Outros dois estão sendo construídos, e diversas outras cadeias internacionais de supermercados também possuem filiais na cidade.
Entre os varejistas de renome presentes na cidade estão marcas internacionais como United Colors of Benetton, Guess e Paco Rabanne, e os shopping-centers oferecem ao consumidor lojas como Mango e Zara, Hugo Boss, JLo, Pinko, Gianfranco Ferré e outras marcas famosas também anunciaram suas metas de abrir lojas em Cluj-Napoca até o fim de 2008.
O orçamento geral da cidade em 2008 chegou a 990 milhões de lei, o equivalente a mais de 266 milhões de euros. Em relação aos anos anteriores, o orçamento aumentou 19% em 2006, 56% em 2007 e 35% em 2008.

### Turismo
Em 2007, a indústria hoteleira do condado de Cluj oferecia um total de 6 472 leitos, dos quais 3 677 estavam em hotéis, 1 294 em pousadas e o resto em chalés, campings ou albergues. Um total de 700 000 visitantes, 140 000 dos quais eram estrangeiros, pernoitavam. Um número considerável de visitantes, no entanto, visitou Cluj-Napoca por menos de um dia, e seu número exato não é conhecido. O maior número de visitantes estrangeiros é da Hungria, da Itália, da Alemanha, dos Estados Unidos, da França e da Áustria. Cerca de 140 agências de turismo ajudam a organizar as viagens domésticas e internacionais, e diversas empresas de aluguel de carros oferecem os serviços.

## Arte e cultura
Cluj-Napoca tem uma cena cultural crescente e diversificada, que se espalha por diversos campos, como as artes visuais, as artes cênicas e a vida noturna. A cultura da cidade data aos tempos romanos: a cidade começou a ser construída naquele período, que deixou sua marca na orientação geográfica da cidade, centrada na atual Piaţa Muzeului, assim como em diversas estruturas existentes. A cidade medieval, no entanto, viu um deslocamento de seu centro rumo às novas estruturas civis e religiosas, especialmente a Igreja de São Miguel. Durante o século XVI, a cidade se tornou o principal centro cultural e religioso da Transilvânia; durante um breve período do início do século XIX, Kolozsvár foi o centro mais importante do teatro e ópera húngaros, enquanto no início do século XX, ainda uma cidade húngara, tornou-se a principal alternativa à cinematografia de Budapeste. Depois de sua incorporação ao Reino da Romênia, no fim da Primeira Guerra Mundial, a cidade - agora chamada de Cluj - viu um ressurgimento de sua cultura romena, mais visível com o término da construção da monumental catedral ortodoxa, em 1933, na frente do (recém-nacionalizado) Teatro Nacional Romeno. Este lugar passou a ser visto como o centro "romeno", alguns quarteirões a leste do antigo centro "húngaro"; no entanto, a "romanidade" de Cluj, da mesma maneira que o domínio romeno da Transilvânia, não estava estabelecido de maneira segura, em absoluto, ainda no período entre-guerras. O fim da década de 1960 viu um renascimento do discurso nacionalista, simultâneo à urbanização e industrialização da cidade, que teve como efeito a gradual romenização da cidade. Hoje em dia a cidade hospeda pessoas de diferentes culturas, com suas respectivas instituições culturais, como o Teatro Estatal Húngaro, o Conselho Britânco, bem como diversos outros centros para a promoção de culturas estrangeiras. Estas instituições mantém manifestações ecléticas em homenagem às suas culturas, incluindo os bessarábios, húngaros, tunisianos, e japoneses.

### Edifícios e locais importantes

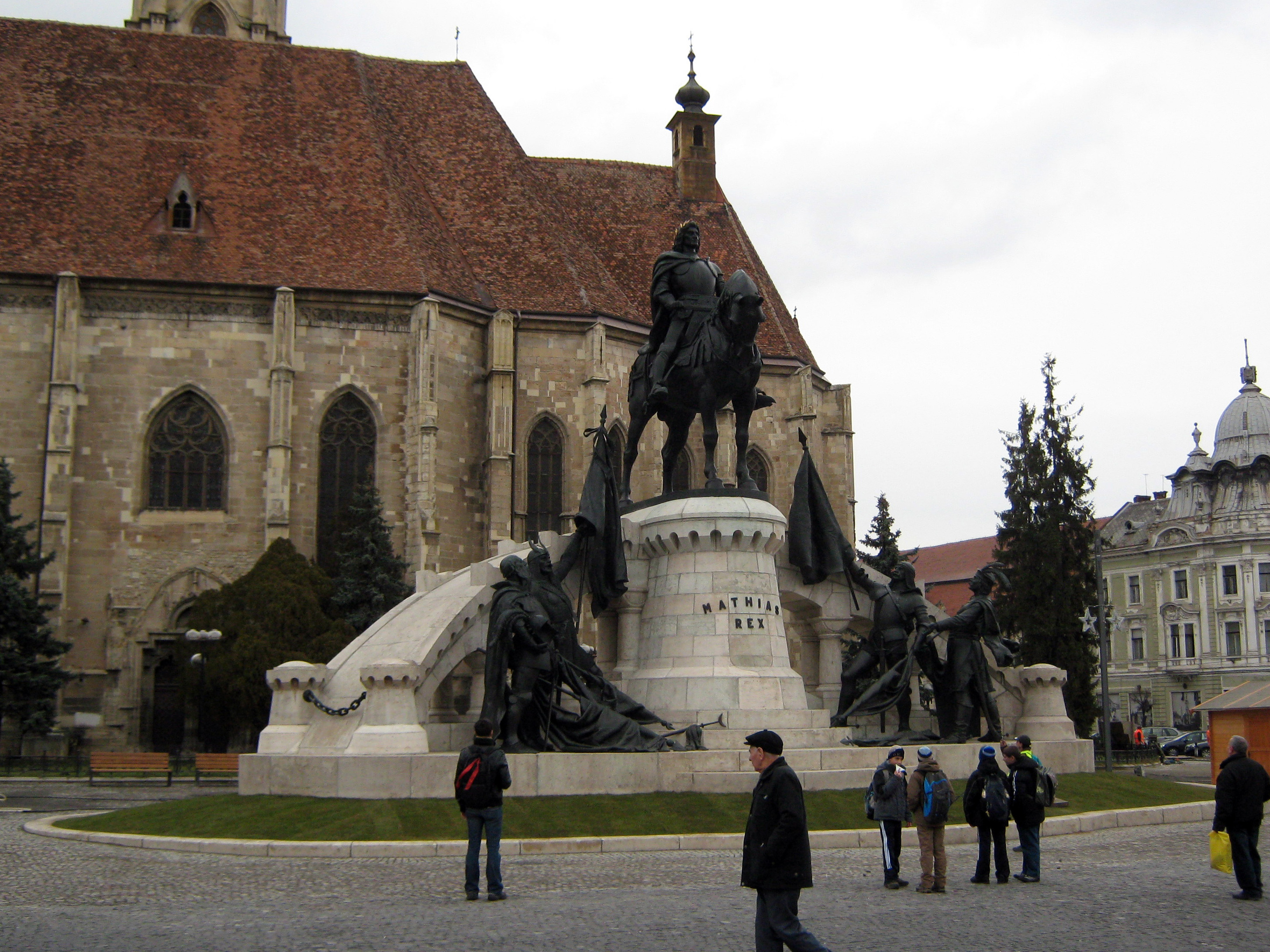
Estátua de Matias Corvino em frente à Igreja de São Miguel

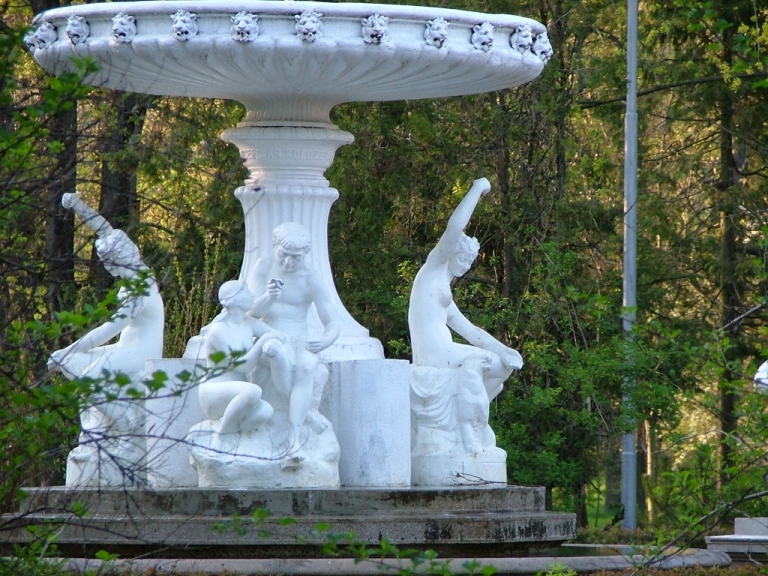
Parque Central de Cluj-Napoca

Cluj-Napoca tem diversos edifícios e monumentos de destaque. Um destes é a Igreja de São Miguel, na Praça Unirii ("União"), construída no fim do século XIV no estilo gótico do período. A torre neogótica foi erguida apenas no século XIX; permanece a mais alta torre de igreja em toda a Romênia até hoje.
Em frente à igreja está a estátua equestre de Matias Corvino, erguida em honra ao rei da Hungria nascido na cidade. A equivalente em importância à Igreja de São Miguel para a Igreja Ortodoxa Romena é a Catedral da Dormição da Teótoco, na Praça Avram Iancu, construída no período entre-guerras. A Igreja Greco-Católica Romena também tem uma catedral em Cluj-Napoca, a Catedral da Transfiguração.
Outro marco importante de Cluj-Napoca é o seu Palácio de Justiça, construído entre 1898 e 1902, e projetado pelo arquiteto Gyula Wagner no estilo eclético. Este edifício faz parte de um conjunto erguido na Praça Avram Iancu, que também inclui o Teatro Nacional, o Palácio de Căile Ferate Române, o Palácio da Prefeitura, o Palácio das Finanças e o Palácio da Metrópole Ortodoxa. Outro importante grupo de edifícios ecléticos se localiza na Rua Iuliu Maniu, que apresenta prédios simétricos dos seus dois lados, seguindo a tendência urbanística do barão Haussmann.
Um dos destaques da cidade é o seu Parque Botânico | Parque Botânico de Cluj-Napoca | Jardim Botânico de Cluj-Napoca, situado nas vizinhanças do centro. Além deste jardim, Cluj-Napoca também abriga diversos parques de grande tamanho, dos quais o mais notável é o Parque Central, com o Cassino Chios e um grande conjunto de estátuas. Muitas das personalidades de destaque da cidade estão enterradas no Cemitério Hajongard, que ocupa 14 hectares.
Como importante centro cultural, Cluj-Napoca tem diversos teatros e museus, nomeadamente o Museu Nacional de História da Transilvânia, o Museu Etnográfico da Transilvânia (Muzeul Etnografic al Transilvaniei), o Museu da Farmácia na Casa Mauksch-Hintz, o Museu de Belas Artes (Muzeul de Artă), o Museu da Transilvânia (Muzeul Ardelean), o Museu Memorial Emil Sac (Muzeul „Emil Isac”), o Museu da Água (Muzeul Apei) e o Museu Zoológico.

### Artes plásticas e artes visuais
Em termos de artes plásticas e artes visuais, a cidade tem um grande número de galerias, que exibem arte romena clássica e contemporânea, assim como seleções de obras internacionais.
O Museu de Belas Artes está alojado no Palácio Bánffy, a construção secular mais representativa do estilo barroco na Transilvânia, construída pelo conde Jorge Bánffy II, governador da Transilvânia entre 1787 e 1822. O museu possui coleções extensas de arte romena, incluindo obras de artistas como Nicolae Grigorescu, Ştefan Luchian e Dimitrie Paciurea, assim como artistas estrangeiros como Károly Lotz, Luca Giordano, Jean Hippolyte Flandrin, Herri met de Bles e Claude Michel, e foi indicado para Museu Europeu do Ano em 1996.

### Artes cênicas e música

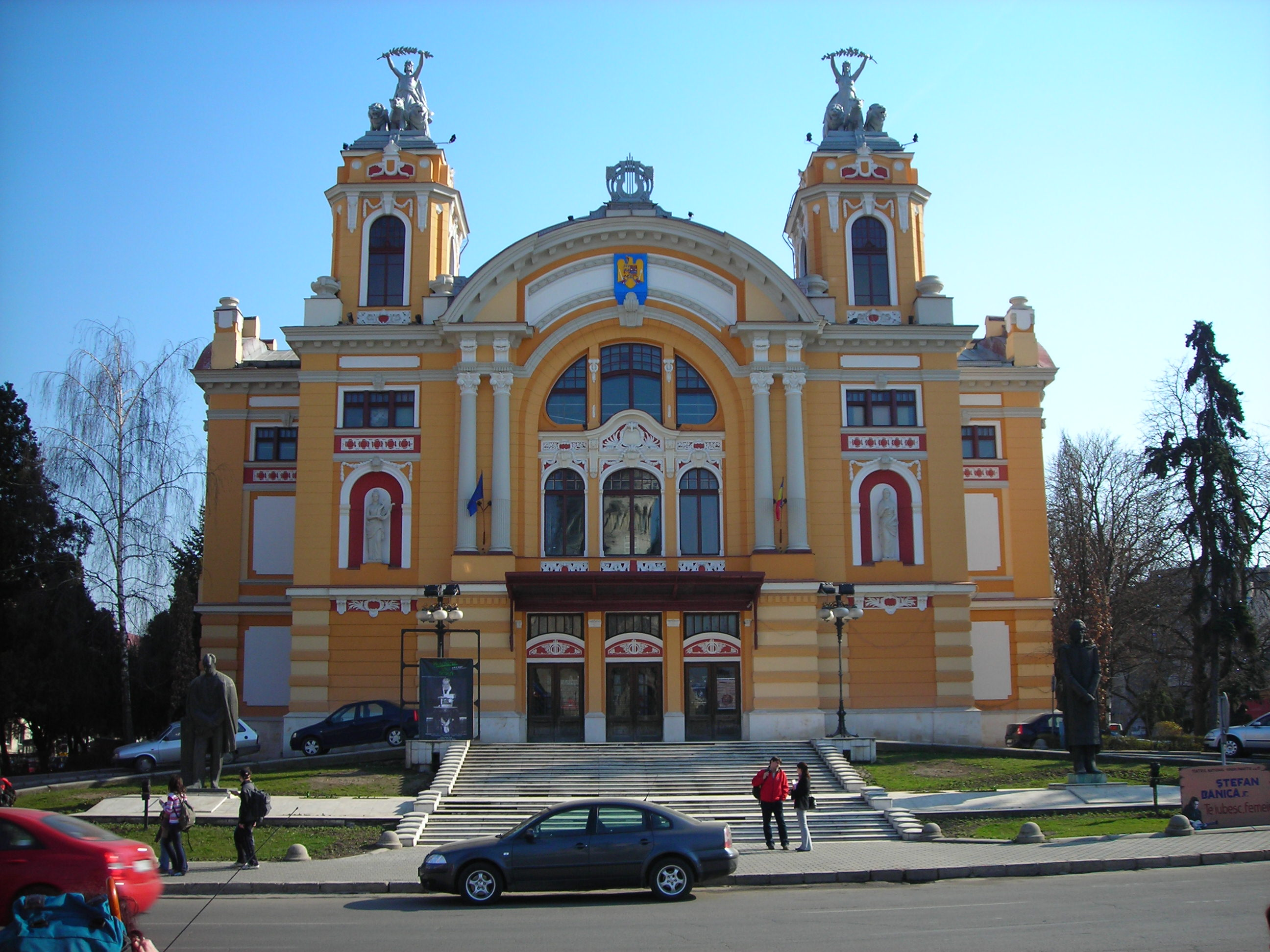
Teatro Nacional Lucian Blaga

A cidade possui um grande número de instituições e estruturas destinadas às artes cênicas e à música. A mais famosa delas é o teatro neobarroco na Praça Avram Iancu. Construído no início do século XX pela companhia vienense Helmer and Fellner, a estrutura está inscrita na lista de monumentos especialmente protegidos da UNESCO. Desde 1919, pouco tempo depois da união entre a Transilvânia e a Romênia, o prédio é a sede do Teatro Nacional Lucian Blaga e da Ópera Nacional Romena. A Filarmônia da Transilvânia, fundada em 1955, dá concertos de música clássica, e organiza desde 1965 o Festival Toamna Muzicală Clujeană. O multiculturalismo da cidade também é evidenciado pela Ópera e Teatro Húngaro, sede de quatro grupos diferentes de artistas. Existem também diversos teatros independentes, de menor tamanho, como o Teatro Puck, onde espetáculos de marionetes são exibidos.
Cluj-Napoca é o local de residência de diversos músicos romenos conhecidos localmente. Entre os exemplos de bandas locais está o grupo de rock Compact a Sistem, uma banda de pop moderno que terminou em quarto lugar no Festival Eurovisão da Canção 2005, a banda de rock alternativo Luna Amară, assim como diversos produtores de música eletrônica, como Horace Dan D. As integrantes do grupo pop radicado no Reino Unido, The Cheeky Girls, cresceram na cidade, onde frequentaram a Escola Superior de Coreografia e Arte Dramática.
A vida noturna da cidade apresenta uma variedade grande de opções, e o número de discotecas e casas noturnas aumentou significantemente na década de 1990, e continua a aumentar. A maioria dos locais está espalhada pelo centro da cidade, a partir do mais antigo de todos, o Diesel Club, na Praça Unirii. O jornal diário România Liberă classificou esta e outras duas discotecas da cidade como as três melhores da região de Transilvânia-Banato. A área de Unirii ainda apresenta diversos bares e restaurantes, pizzarias e cafés; muitos estabelecimentos também oferecem atividades culturais como espetáculos de música e moda ou exibições de arte. Um dos principais pontos da cidade é a Strada Piezişă ("rua torta"), uma via central localizada na área estudantil de Haşdeu, célebre por sua vida noturna agitada, onde um grande número de bares e cafés se localizam. A cena musical de Cluj-Napoca não se limita aos gêneros tradicionalmente divulgados internacionalmente; muitas discotecas, por exemplo, oferecem espetáculos onde os lăutari ('alaudistas') locais tocam as manele, um tipo de música de influência turca.

### Cidades-irmãs
Cluj-Napoca tem acordos de geminação com as seguintes cidades:
 Bersebá (Israel)
 Caracas (Venezuela)
 Cervia (Itália)
 Colúmbia (Estados Unidos)
 Dijon (França)
 East Lansing (Estados Unidos)
 Colônia (Alemanha)
 Korçë (Albânia)
 Makati (Filipinas)
 Nantes (França)
 Pécs (Hungria)
 Rockford (Estados Unidos)
 São Paulo (Brasil)
 Jacareí (Brasil)
 Suwon (Coreia do Sul)
 Valdivia (Chile)
 Zhengzhou (China)
 Atenas (Grécia)
 Zagreb (Croácia)
 San Luis Potosí (México)

## Galeria de imagens

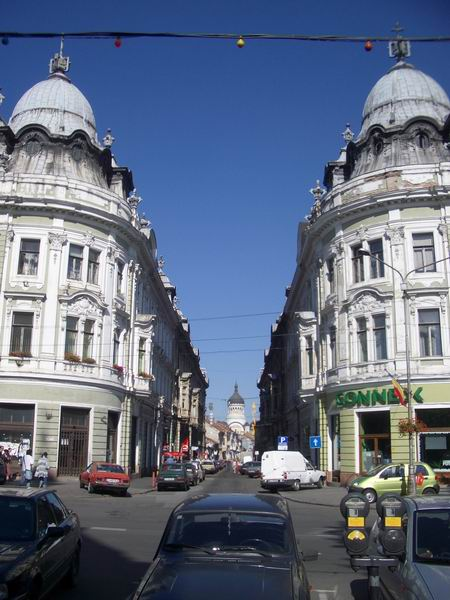
Rua de Iuliu Maniu
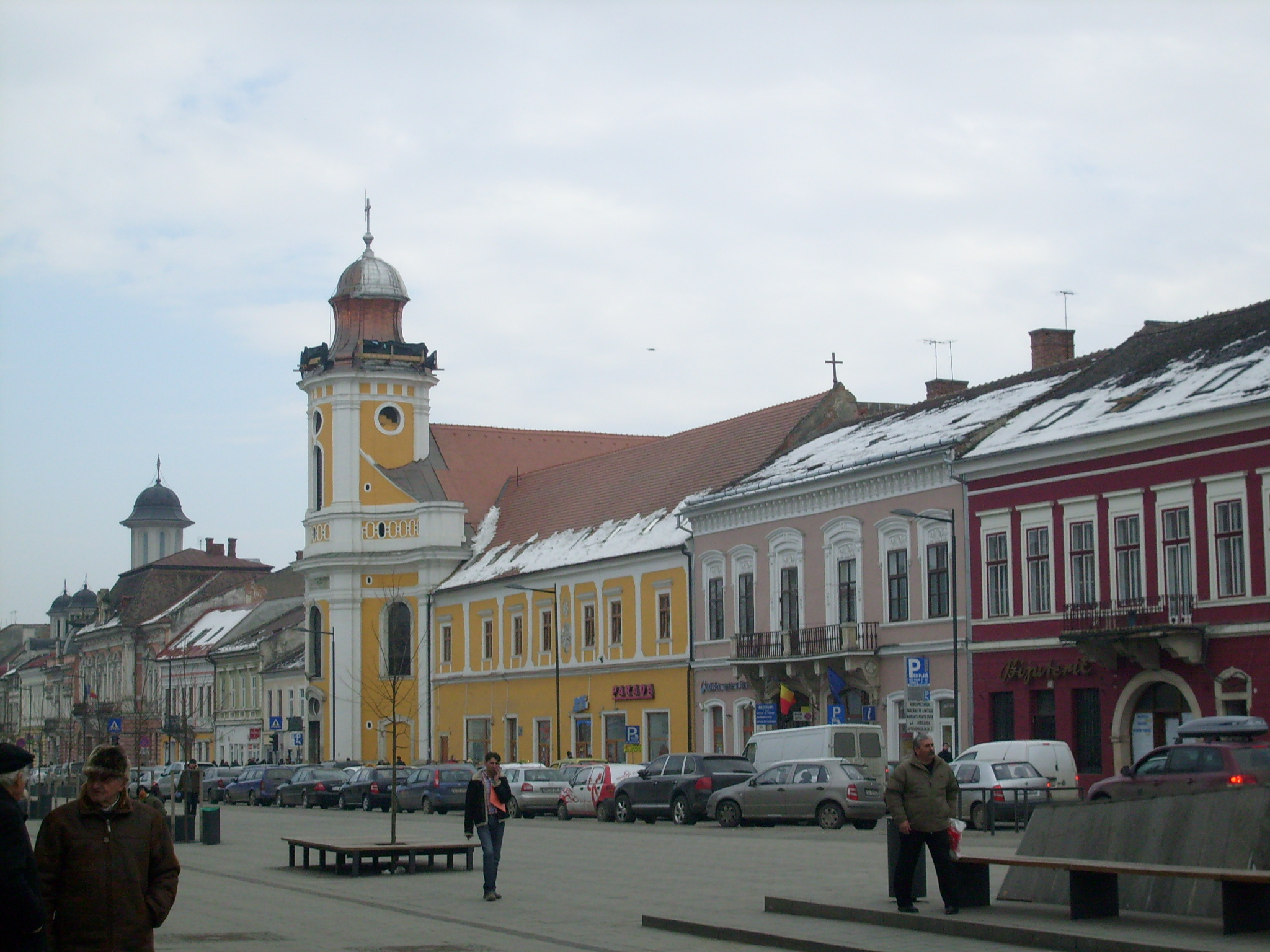
Rua dos Heroes
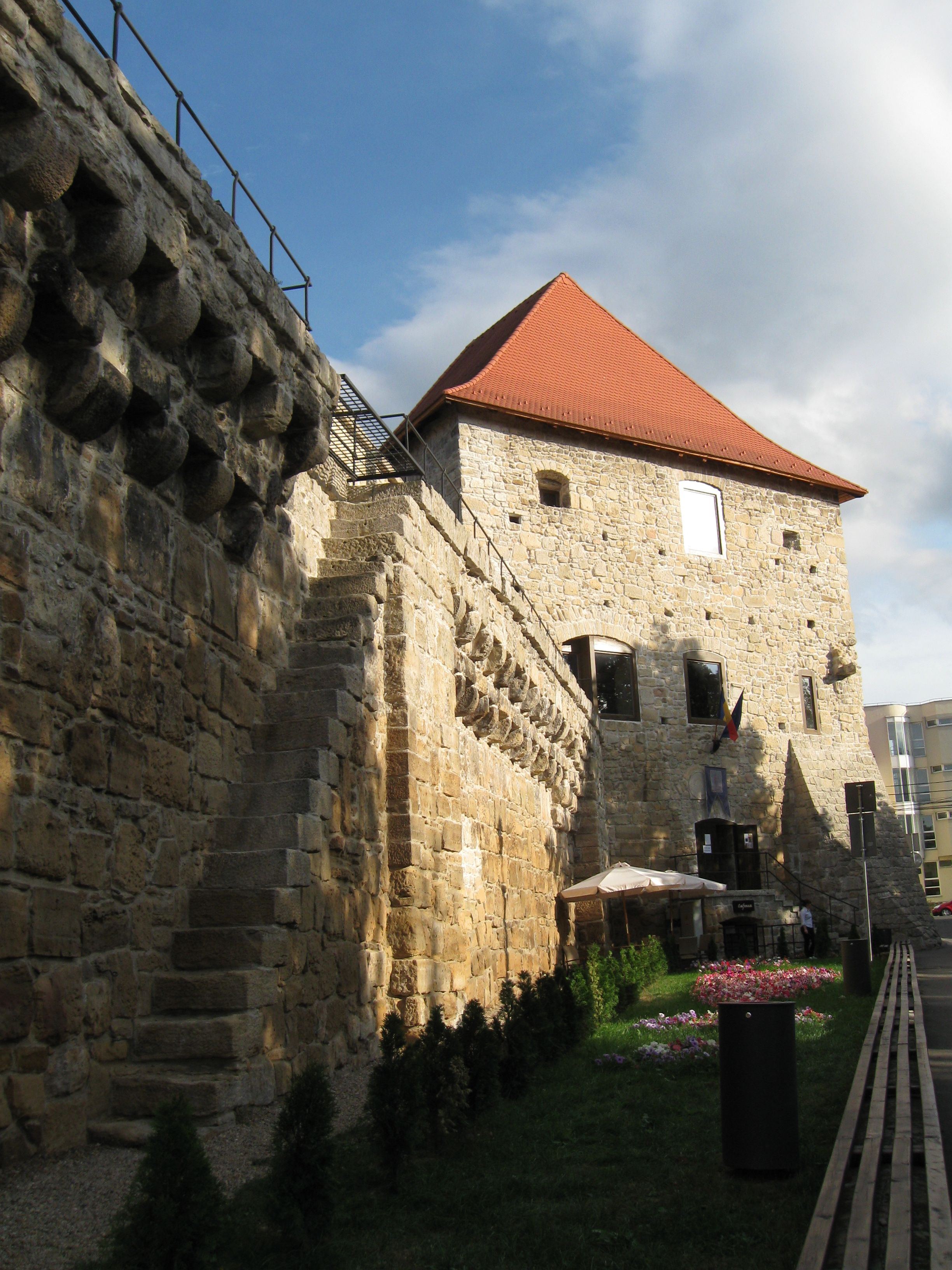
Baluarte
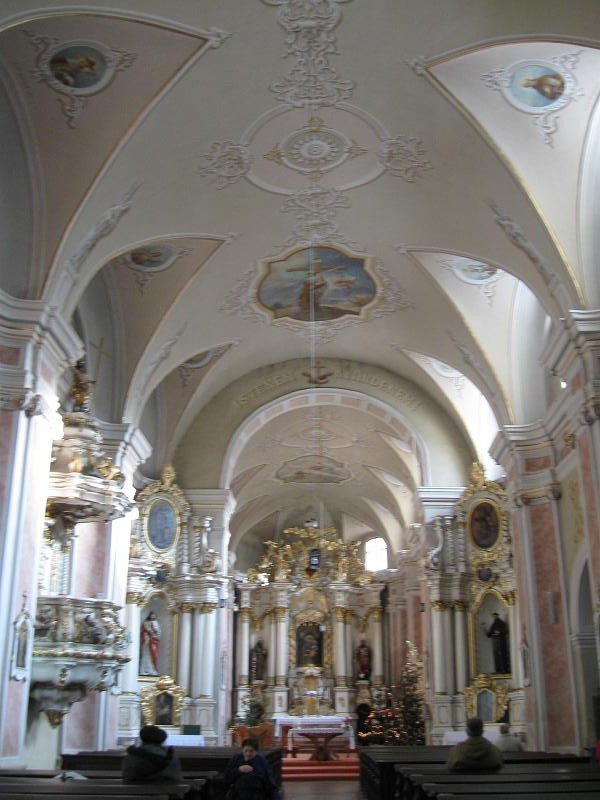
Igreja Franciscana
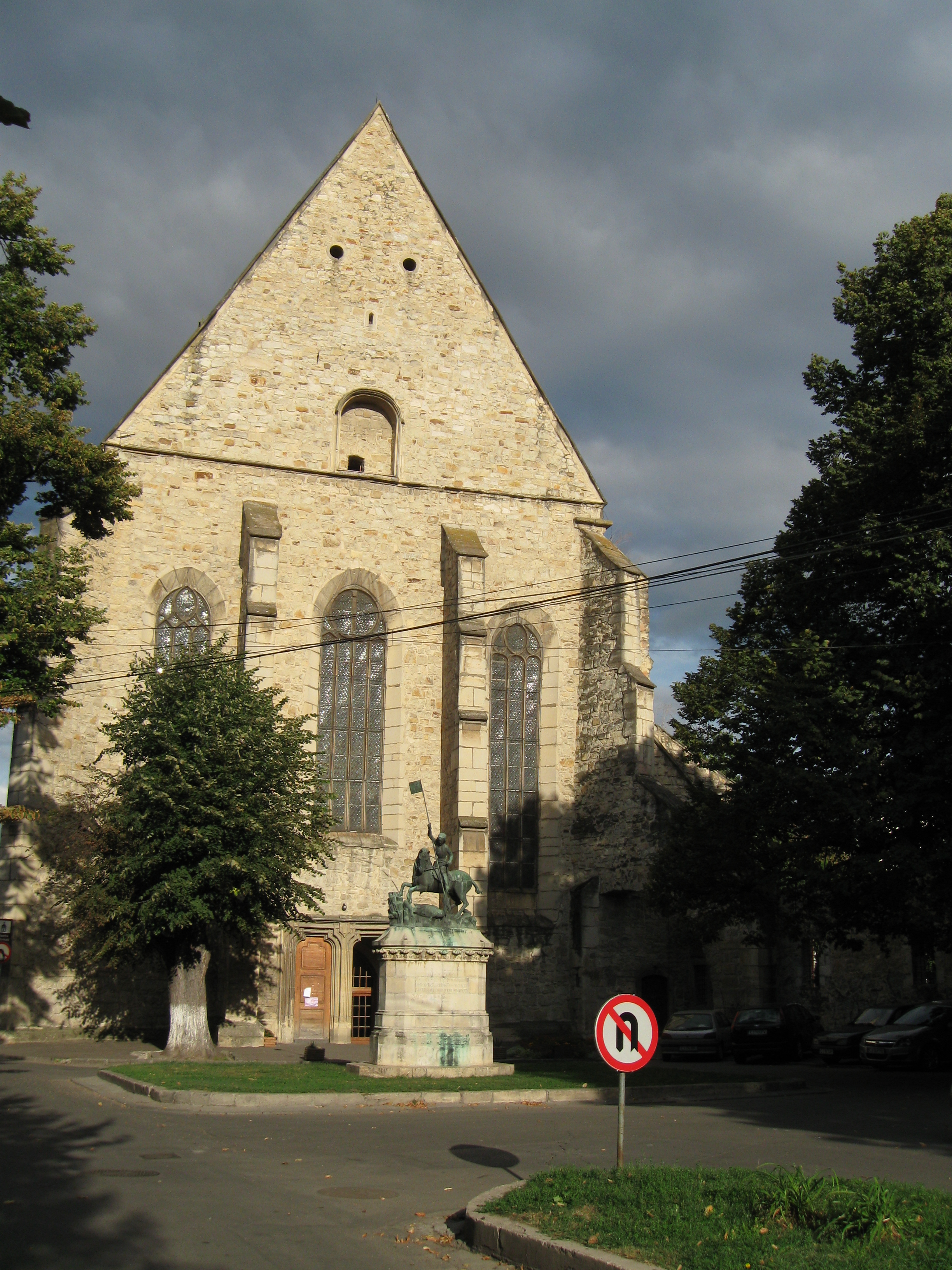
Igreja Reformada
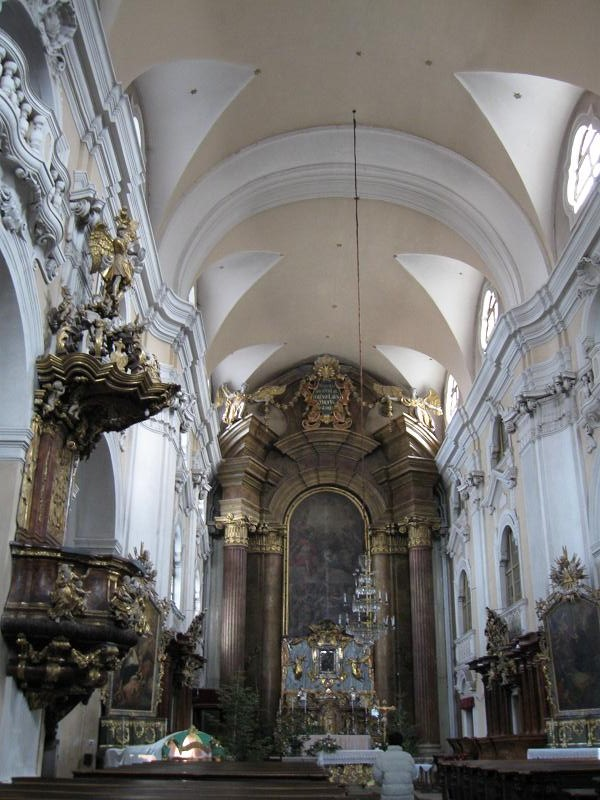
Igreja dos Padres Escolápios
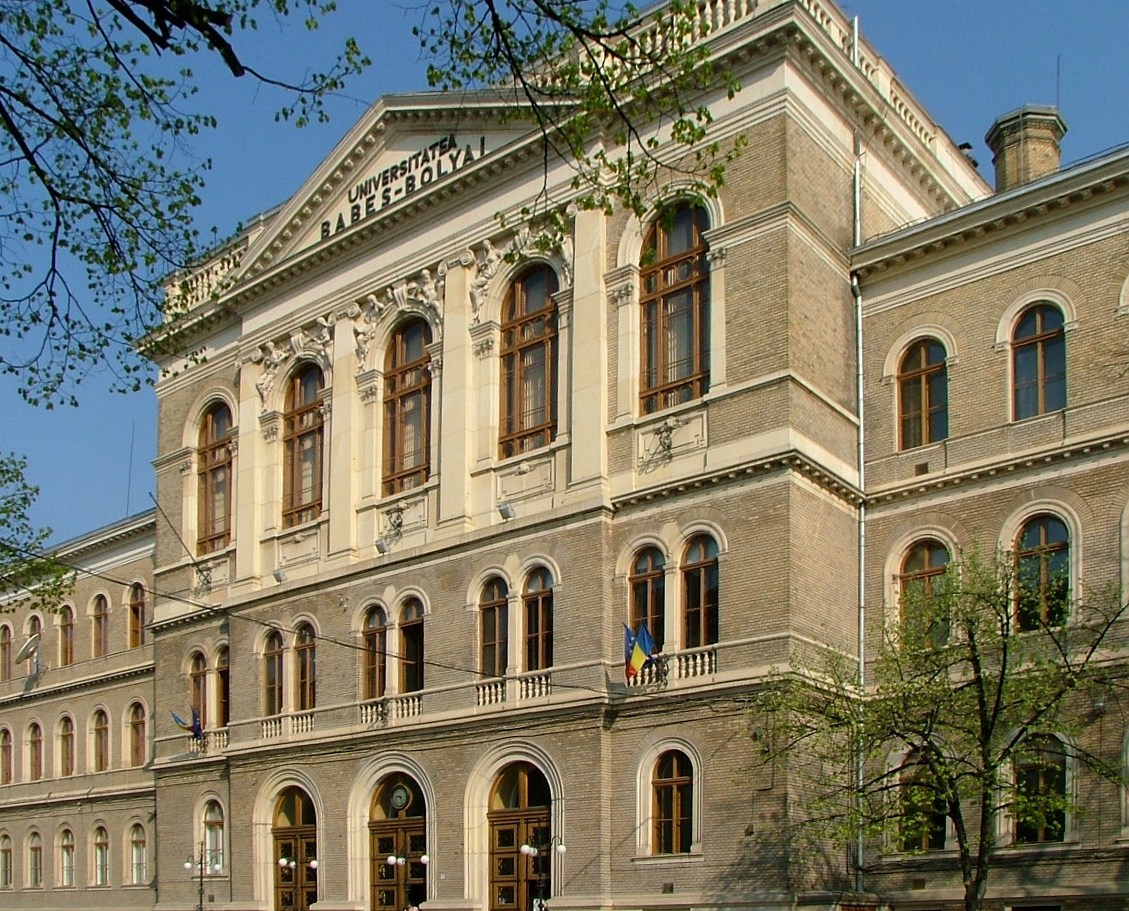
Universidade Babeş-Bolyai